# الكثيري
قبيلة  آل كثير القحطانية من القبائل العربية البدوية التي سجل لها التاريخ نفوذًا قويًا في اقليم اليمن، وتعتبر أكبر قبائل همدان في شبه الجزيرة العربية، والتي يرجع نسبهم إلى كثير بن مالك بن جشم بن حاشد بن جشم بن جبران بن نوف بن همدان بن مالك بن زيد بن أوسلة بن ربيعة بن الخيار بن مالك بن زيد بن كهلان بن سبأ بن يشجب بن يعرب بن قحطان بن هود عليه السلام من قبائل همدان العريقة، وتعد من القبائل التي تسلمت زمام السلطة لمئات السنين، وشكلت مزيجًا فريدًا بين السلطة القبلية والسلطة السياسية، وشكلوا نموذجًا متميزًا بين البداوة والحضارة في أجمل صورها، مع الاحتفاظ بالقيم العربية الرفيعة، وتعد من أكثر القبائل تأثيرًا سياسيًا في إقليم حضرموت.

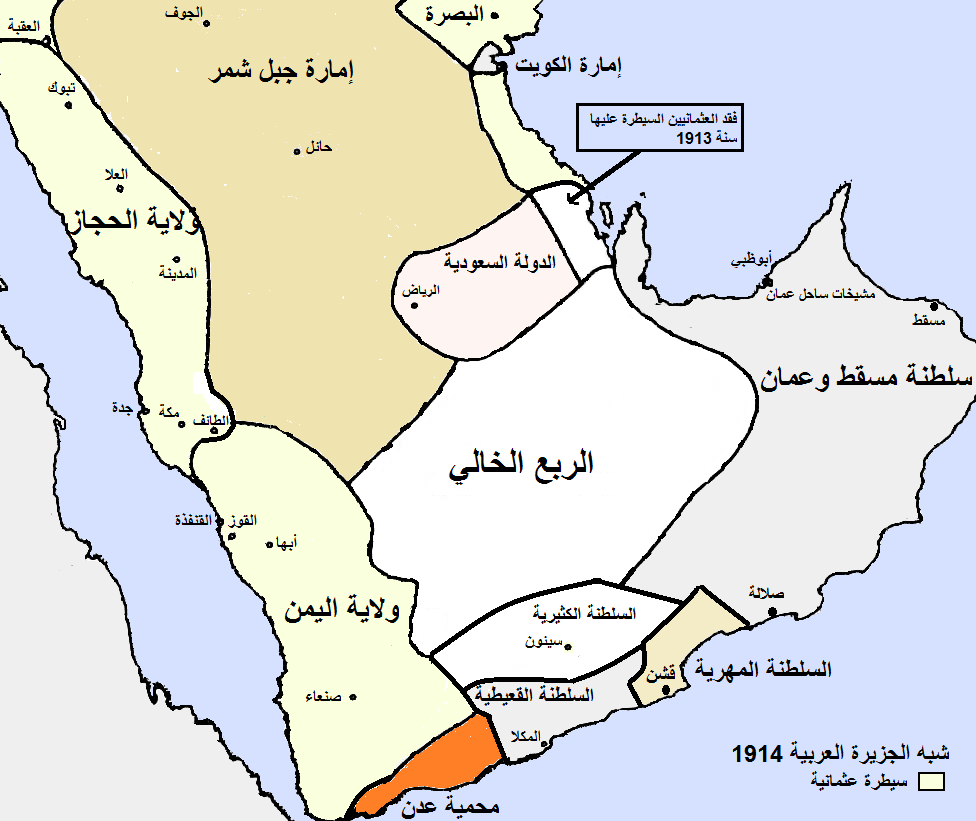
شبه الجزيرة العربية في عام 1914

## قبيلة آل كثير همدان

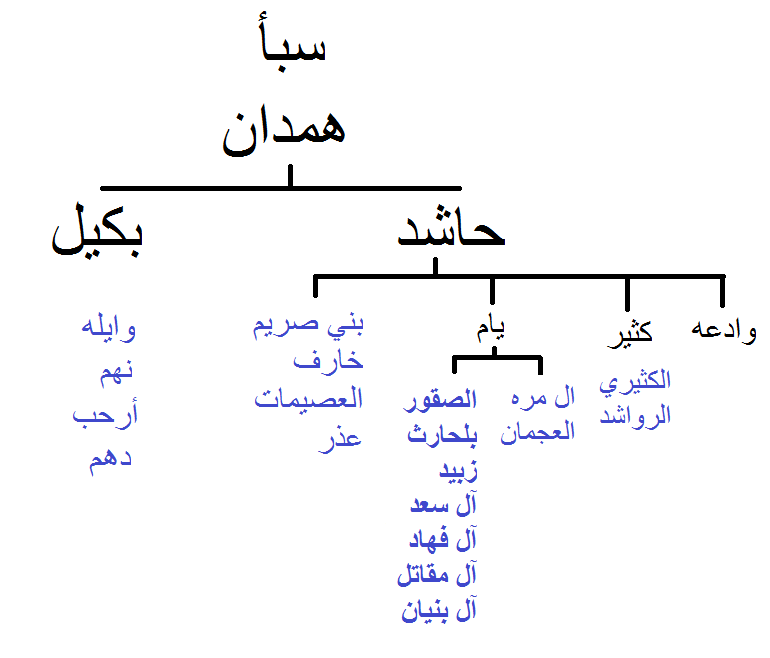
شجرة قبائل همدان

(قبيلة أل كثير همدان) والسلطنة الكثيري... شكلت امتداد طبيعي للزعامات الهمدانية التي سجلها التاريخ منذ الجاهلية وإلى عصرنا القريب الماضي، وعليه فإن الزعامة موروثة في نفوسهم ومجبولين عليها، لما لمسوه في الأجداد الأوائل من ريادة وتسيد ورئاسة. وأمتد حكم قبيلة أل كثير إلى ظفار[ ؟ ] وشبوه وشمالاً للربع الخالي وقد كانت أغلب القبائل الحضرميه تحت حمايتها وقد تمردت بعض القبائل مثل قبيلة نهد[ ؟ ] والشيخ العمودي والحموم على السلطنة الكثيري. وفي بداية القرن 19 ظهرت السلطنة القعيطيه بدعم من بريطانيا وقاسمت أل كثير الحكم وقد كانت الجهة الغربية لحضرموت والمكلا والشحر مع القعيطي والجهة الشرقية والشمالية تحت سيطرة ودخلوا في حروب وفتن طويلة أستمرت لمدة 100 سنه ألى أن تصالحوا ووقعوا المعاهدات تحت إشراف المستعمر البريطاني سنة 1937 م في القصر الكثيري في سيئون وقد حضرت مجموعه قبيلة من القبائل الحضرمية مثل نهد[ ؟ ] والعوامر والصيعر والحموم ويافع.
ويكفي همدان فخراً أنها أسلمت عن بكرة أبيها استجابة لدعوة رسول الله على لسان علي بن أبي طالب رضي الله عنه وأرضاه، وقد سجد رسول الأنام شكرا لله حينما وصله الأمر وقال كلمته (السلام على همدان، السلام على همدان) كما سجلتها السير.
آل كثير همدان سجلوا تواجد في صفحات التاريخ كقوة قبلية وسياسية منذ القرن السابع الهجري وإلى وقت قريب، وفي ظل تلك السنوات الطويلة التي امتزجت فيها الحروب والمعارك في سبيل توسيع النفوذ وبسط السيطرة، فإن العديد من نقاط تاريخهم كانت شبه مخفية ولم تبرز بما فيه الكفاية، بسبب الكتب التي كانت تحمل العديد من المغالطات عنهم وعن سياساتهم لدوافع مذهبية وتعصبات قبلية.
آل كثير قبائل وفروع شتى مرجعهم في النسب إلى كثير بن مالك بن جشم بن حاشد بن جشم بن حبران بن نوف بن همدان السبئي القحطاني من قبائل همدان العريقة.ولهم تواجد في محافظة الجوف اليمنية، ومناطق كثيرة في محافظة حضرموت، وتواجد كبير في محافظة ظفار[ ؟ ] العمانية ولهم تواجد في محافظة المهرة[ ؟ ] ودولة الإمارات المتحدة، والجنوب الشرقي من المملكة بمحاذاة الحدود السعودية مع محافظة حضرموت مع صحراء الربع الخالي، وفي دولة قطر، وتواجدهم غالباً بأسماء قبائلهم وفخائذهم وعشائرهم العديدة.
وأعتزاز وعزوة قبيلة أل كثير هي: ((همدان الغلابه كم من قبيلي كسرنا نابه)).
وشيخ قبيلة آل كثير في المملكة العربية السعودية هو :
الشيخ حسين بن صالح بلحمد بن عبدات الكثيري
نائب شيخ شمل مشائخ ال كثير في شرق اليمن حضر وبدو الشيخ/ عمر فرج بلحمد بن عبدات الكثيري
وقبائل أل كثير همدان من أكبر قبائل همدان في شرق اليمن وقبيلة يام[ ؟ ] ووايله جنوب السعودية في نجران وقبيلة حاشد وبكيل ودهم في شمال اليمن وقبيلة أل كثير همدان والقبائل الكثيرية في المهرة[ ؟ ] وظفار[ ؟ ] وقبائل أل مره والعجمان في الربع الخالي والسعودية ويتعدى عدد أفراد قبيلة همدان 6 مليون نسمه في كل دول مجلس التعاون ماعدا البحرين. وقد أستلمت قبيلة همدان زمام السلطة لسنوات عده في اليمن وتعد من أقوي قبائل اليمن ومن أكثر القبائل المؤثرة في القرار السياسي في اليمن. أما في السعودية فلهم كلمه مسموعه من قبل أل سعود مثل قبائل يام[ ؟ ] في جنوب السعودية وقبيلة أل مره والعجمان في الربع الخالي والشرقية.
ومن أبرز قبائل همدان في الوقت الحالي هم حاشد وبكيل ويام[ ؟ ] وأل كثير وأل مره والعجمان ووايله ودهم والجدعان ونهم والجوابر والعوامر[ ؟ ] وأرحب[ ؟ ] ومرهب. ويتمثل التأثير السياسي لقبائل همدان في اليمن الشمالي في قبيلتي حاشد وبكيل أما بلنسبة لليمن الجنوبي فتأثير السياسي أقل ويتمثل في قبيلة أل كثير همدان، ويتضح هذا الأمر من خلال رئيس اليمن السابق علي عبد الله صالح المنتمي ألى قبيلة العصيمات الحاشدية من همدان ورجال بالأحمر لديهم تأثير قوي في حياة اليمن السياسية ومن أشهرهم الشيخ عبدالله الأحمر شيخ مشايخ حاشد همدان في شمال اليمن.

## مواطن قبائل آل كثير

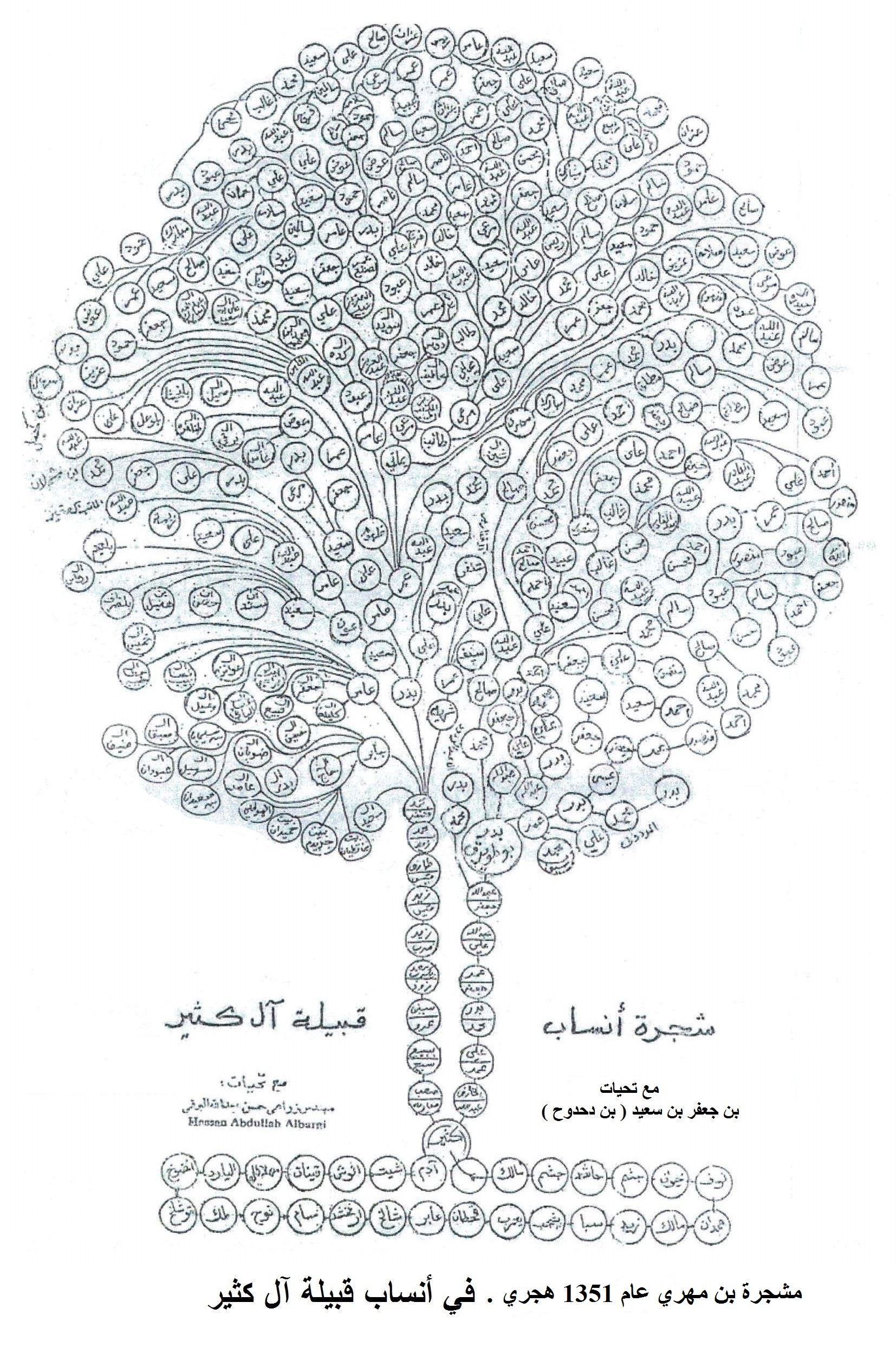
شجرة قبيلة أل كثير همدان (الكثيري) ل علي بن صالح بن مهري الكثيري عام 1350 هجري.

يستوطن آل كثير مناطـق عدة في اليمن وسلطنة عمان، ودولة الإمارات العربية المتحدة، والمملكة العربية السعودية ودولة قطر. غير أن مواقعهم الرئيسية وأماكن تواجدهم بكثافة تتمثل في كل من محافظتي حضرموت والمهرة بالجمهورية اليمنية، ومحافظة ظفار بسلطنة عمان الشقيقة. وكان قدومهم الأوّل من منطقة الجوف باليمن ومنطقتهم في الجوف بأسم عزلة ال كثير (صعدة) منذ أكثر من ألف عام ألى نجود ووديان حضرموت، وأستمرت هجراتهم في موجات متعاقبه وأوقات متفرقة للبحث عن حياة أفضل.

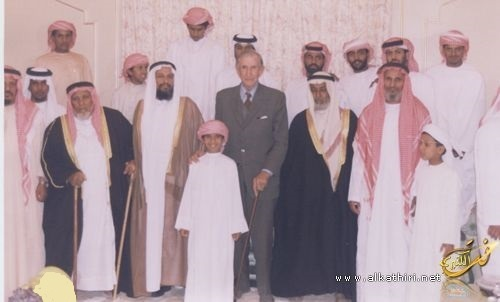
قبيلة الرواشد الكثيرية مع الرحال الأنجليزي مبارك بن لندن.

و من أهم مواطن قبيلة أل كثير الآن في حضرموت وسيئون وشبام وتريم ووادي حضرموت ونيد أل كثير (القف) وساه وسحيل جعيمه والقارة والحزم والغرفة والمسيله والعرض وعرض عبدالله وتريس والغرف ومدوده والردود والشحر وعينات والحوطة والمكلا والجوف وثمود وبحيرة وساه والفرط وحصن أل فاس والقفل وحصن أل عاس وعرض أل الصقير وسحيل شبام والمحجر والمسيال ووادي سر والعجلانيه والبدع[ ؟ ] وجاحز وسليل أل كثير ووادي بن علي ووادي نعام ووادي شحوح وريدة بن عبدالودود وقصيعر وساحل حضرموت. وتوجد قبائل آل كثير في محافظة المهرة[ ؟ ] منذ أكثر من 600 سنة، وهم يعيشون مع اخوانهم من مختلف قبائل المهرة[ ؟ ] والقبائل الأخرى في وئام واحترام متبادل منذ مئات السنين. تربطهم علاقات الجوار والمصاهرة والمنافع المتبادلة. حيث استوطنت قبائل آل شرية وادي منعر ومنه انتشرت في بقية المناطق. وكانت الغيضة لآل كثير في السابق، وتسمى غيضة بن بدر نسبة إلى السلطان بدر أبو طويرق الكثيري، المتوفي عام 981هـ 1561م ويتواجدون في (الغيظة ووادي منعر وكديوت وحات وقشن وحبروت) وفي مدينة ثمود. ويتواجد أل كثير في محافظة ظفار[ ؟ ] منذ حوالي أكثير من 600 عام وتحديداً بعد أمتداد السلطنة الكثيرية إلى ظفار عام 1411م وبقاء جزء من أل كثير هناك ويتواجدون في (صلالة وثمريت والحافة وصلالة الوسطى والدهاريز ووالقوف والحافة وصلالة الجديدة والغربية وعوقد وريسوت وولاية ضلكوت وولاية رخيوت ومقشن وبادية ظفار وجبل القرا في نيابة غدو). ويتواجدون أل كثير في الربع الخالي وتحديداً شمال ظفار وفي واحة الإحساء بالمنطقة الشرقية في المملكة العربية السعودية وبادية كل من دولة قطر والإمارات وسلطنة عمان ممثلين في قبائل بيت كثير والرواشد الكثيريه وكانت فيها مراعى للأبل الكثيريه مثل ذعبلوتن ومقشن ومن أشهر رجال الربع الخالي هم سالم بن كبينة الراشدي الكثيري وسالم بن غبيشة الراشدي الكثيري من قبيلة الرواشد الكثيرية مرافقي الرحال الأنجليزي مبارك بن لندن ومن قبيلة الراشد جزء أخر يسكن في اطراف الربع الخالي (وديان الراشد) ولهم منطقة تاريخية ذكرتها بعض الكتب التاريخية وتسمى (سناو) وقد وجدت عدة وثائق بريطانية تبين حدود منطقتهم الخاصة بهم ومنها الوثيقة التي كتبها المعتمد البريطاني المستشار جونسون بخط الملازم أحمد محمد بارشيد عام 1951 م وبشهادة بعض شيوخ القبائل المعروفين في ذلك الوقت على صحة حدود أراضيهم المبينة في الوثيقة.
تتواجد قبيلة أل كثير في دولة الإمارات العربية المتحدة في مدينة بني ياس واليحر والمقام والسلامات وشرق 7 والشارقة والشهامة. وفي السعودية يتواجدون في جنوب الرياض بكثره وفي شرورة بكثره ومدينة الوديعة وجدة ومنطقة نجران والبعض في الشرقية والطائف والقليل منهم متفرقين في مناطق المملكة وفي قطر في عين سنان وعين خالد والدوحة ممثلين ببيت خوار والرواشد وأل كده الكثيرية والسلاطين ال عمر بن جعفر. ويتواجد بعض من أفراد قبيلة أل كثير في الهند وشرق أسياء منذ هجريهم الأولى منذ 300 سنة وأستمرة الهجرة اليها إلى ان توقفة قبل 50 عام تقريباً بعد اعلان جمهورية اليمن الجنوبي ويتواجدون في حيدرآباد في الهند وجاوا في أندنوسيا وفي سنغفورة وماليزيا.

## تعداد قبيلة أل كثير همدان
تعداد قبيلة أل كثير همدان قد يكون صعب ولكن حسب المعلومات المتوفرة والمؤخوذة من السجل الأنتخابي في سلطنة عمان (ظفار[ ؟ ]) والسجل المدني من دولة الإمارات العربية المتحدة (أبوظبي) ونحن بصدد أحصاء جميع أفراد قبيلة أل كثير سواء رجال أو نساء أو أطفال مع حساب القبائل المنفصلة المشيخة مثل (قبيلة الراشد (الرواشد) وقبيلة أل محرم (المحرمي) وقبيلة خوار) ومن دون أحصاء قبيلة العامري وقبيلة الجابري:
1) قبائل أل كثير في اليمن: يتراوح عدد أفراد قبيلة أل كثير في اليمن (حضرموت والمهرة[ ؟ ] والجوف[ ؟ ] وعدن) حوالي 60 ألف نسمة متوزعين على ثلاث محافظات والغالبية منهم في محافظة حضرموت ومنتشرين بين سيئون إلى شبام والنيد شمالاً ووادي سر ووادي ساه والمكلا والعجلانية وادي بن علي ويقدر تعدادهم بحوالي 40 - 45 ألف. وتعد محافظة المهرة موطن رئيسي لقبائل أل كثير وخصوصا قبائل بن شرية (أل محرم وخوار) والرواشد وأل عبد الودود ومتمركزين في كل من مديرية منعر ومديرية حات ومدينة ثمود وريدة عبد الودود بمشقاص والربع الخالي ويبلغ تعدادهم حوالي 10 ألف شخص. وفي محافظة الجوف متمركزين في عزلة ال كثير (صعدة) ومتفرقين في الجوف وتعدادهم حوالي 3000 شخص. وفي محافظة عدن وصنعاء يقدر عددهم بحوالي 2000 سخص وتعد قبيلة أل طالب الكثيرية من أكبر القبائل الكثيرية في حضرموت ويقدرون بحوالي 10 ألف شخص.
2) قبائل أل كثير في ظفار[ ؟ ]: يبلغ عدد أفراد قبيلة أل كثير في ظفار[ ؟ ] حوالي 50 ألف شخص أغلبهم في محافظة ظفار[ ؟ ] ومتواجدين في ثلاث مناطق وهي (بادية ظفار وجبل القرا وجبل القمر والحضر (سكان المدينة)) أولا تعد بادية ظفار موطن رئيسي لقبائل أل كثير بعد هجرتهم من حضرموت قبل 550 سنة تقريباً وتشكل بادية ظفار حوالي 60 % من مساحة ظفار وتعد قبيلة ال علي بن كثير (بيت كثير) مع فروعها الست من أهم سكان البادية وايضا المهرة (بيت ثوعار) والحكلي في مناطق القطن النجديه ويبلغ تعداد قبيلة ال علي بن كثير في البادية حوالي 17 ألف شخص منتشرين في ثمريت (9000) شخص ومقشن (3000) شخص والكثير من النيابات المختلفة في نجد ظفار المنتشرة بها. وفي الربع الخالي الممثل بقبيلة الرواشد الكثيرية وبيت خوار شمال ثمريت (4000) شخص. ويتواجدون في جبل القرا في جبل اتين وهم قبيلة بيت علي بن بدر وفروعها الخمس وبيت احمد بن محمد ومنها (بيت محمد بن احمد وبيت رياس وذي شليل) وال عمر بن محمد (بيت دهدش) وبعض المرتفعات الغربية قبيلة هبيس الكثيرية ويبلغ تعدادهم حوالي 15 ألف شخص. وقبائل أل كثير في المدينة أو الحضر سكان المدينة ومنهم الرواس والشنفري ( الشنافر ) والمرهون والحضري وبيت فاضل والمردوف والسلاطين بيت عمر بن جعفر وبيت سمنان والباجري) وجميعهم متواجدون في مدينة صلالة وضواحيها وتعتبر قبيلة الشنافر ذات مكانة مرموقة في ظفار مع قبيلة الرواس ويبلغ تعداد قبيلة الشنافر (5000) شخص وقبيلة الرواس (4000) شخص وقبائل أل كثير الأخرى في المدينة تقدر ب (9000) شخص أي أن تعداد قبيلة أل كثير في المدن حوالي 18 ألف شخص وفي الأنتخابات العمانية الأخيرة بظفار كان عدد الناخبين قبيلة أل كثير الذين صوتوا حوالي 17000 شخص مع العلم أن سن الأنتخاب 21 سنة والبعض من القبيلة لم يصوت وخصوصاً في البادية. مع العلم أن عدد ظفار[ ؟ ] يبلغ 270 ألف وقبائلها الرئيسية هي قبائل الحكلي الملقبين ب القرا وينسب اليهم جبل القرا والكثيري والمهرة[ ؟ ] والشحري.
3) قبائل أل كثير في المملكة العربية السعودية: يتراوح عدد أفراد قبيلة أل كثير همدان في السعودية حوالي 20 ألف شخص ممثلين بقبيلة أل كثير وقبيلة الرواشد الكثيرية وأهم مناطق تواجدهم في جنوب الرياض في أحياء (العزيزية[ ؟ ] وخنشليلة والخالدية والحلة) وجنوب المملكة في شرورة وفي الوديعة وفي مدينة نجران وفي جدة والكثير من أفراد القبيلة منتشرين في مختلف أنحاء المملكة لكسب لقمة العيش مثل الشرقية[ ؟ ] والطائف والمدينة وتبوك. يتواجد قبيلة أل كثير في الربع الخالي ممثلين بقبيلة الرواشد الكثيرية في منطقة ذعبلوتن وفي منطقة سناو وواحة الإحساء بالمنطقة الشرقيةو يتواجد أفراد أل كثير في الخرخير وأغلب قبائل أل كثير في السعودية من اليمن.
4) قبائل أل كثير في الإمارات العربية المتحدة وقطر: يبلغ عدد أفراد قبيلة أل كثير في الإمارات العربية المتحدة وقطر حوالي 10 ألف شخص أغلبهم في الإمارات العربية المتحدة والقليل في قطر وتعد الإمارات العربية المتحدة موطن جديد لقبائل أل كثير فقد بدأت الهجرة إلى الإمارات العربية المتحدة قبل 50 سنة فقط من كل من اليمن وظفار[ ؟ ] ويبلغ عدد أفراد قبائل أل كثير (الكثيري والراشدي والمحرمي وخوار) في الإمارات العربية المتحدة حوالي 8 ألف شخص أغلبهم في أبوظبي والعين والقليل في الشارقة ومتواجدين بكثافة في مدينة بني ياس ومدينة اليحر في العين. ويتواجد أفراد قبيلة أل كثير في قطر في كل من منطقة عين سنان وعين خالد والدوحة ممثلين بقبائل خوار والرواشد وأل كده وال عمر بن جعفر ويبلغ عددهم حوالي 2000 شخص فقط ولكن أغلبهم من قبيلة خوار الكثيرية.
5) قبائل أل كثير في الهند وشرق أسياء: يتواجد أفراد قبيلة أل كثير في الهند وشرق أسياء منذ أكثر من 400 سنة ويبلغ أعددهم تقريباً 10 ألف شخص ان لم يكونواً أكثر بكثير والله أعلم وأغلبهم من اليمن حضرموت وكانت الهجرة بسبب الأوضاع الصعبة في حضرموت من مجاعة وحروب ويتمركز أفراد القبيلة في الهند في منطقة حيدر أباد وأغلبهم تجار ومتعلمين الآن وهم محافظين على أسم القبيلة في أخر الأسم ولكن قد تغيرت ملامحهم ولغتهم وبقوا محافظين على ديانتهم الأسلام وهم على علم بأن أصولهم من اليمن. ويتواجد أفراد قبيلة أل كثير في شرق أسياء منذ أكثر من 400 سنة وكان لهم دور فعال في نشر الأسلام في تلك المناطق من أخوتهم الحضارم الأخرى وعرب سنغافورة نشروا الأسلام بسنغفورا ويتمركزون بكثافة في أندنوسيا (جاوا) وفي تيمور الشرقية وماليزيا ولكنهم لم يحتفظوا بلقب القبيلة وأستعانوا عنها بي لقب الفخذ مثل طالب أي بن طالب وعزيز أي بن عبدالعزلز وهكذا ويعتبر الحضارم ثاني أكبر نسبة عرب في المهجر (عرب أندنوسيا) بعد عرب البرازيل أو في الشتات العربي ومن أشهر أفراد قبيلة أل كثير في شرق أسياء هم: مرعي بن عمودة الكثيري رئيس وزراء تيمور الشرقية سابقاً ومنير سعيد طالب الكثيري.
و في الأخير يتضح أن عدد أفراد قبيلة أل كثير همدان يترواح بين (140 - 160) ألف نسمة وأغلبهم في اليمن وظفار[ ؟ ]. 

## القبائل المجاورة لأل كثير
- العوامر والصيعر من الشمال.

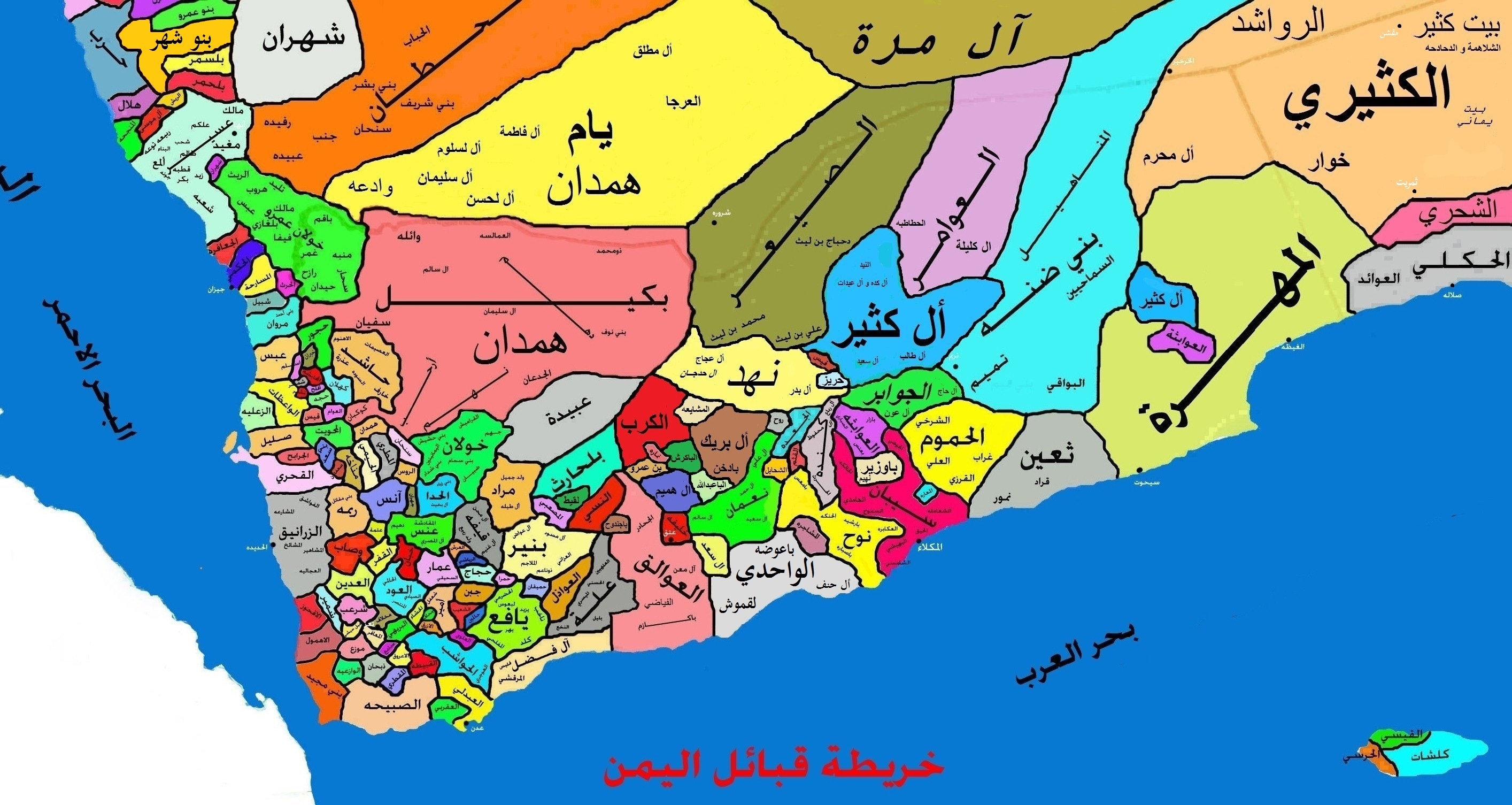
خريطة توضح القبائل المحجاورة لأل كثير همدان في اليمن و ظفار

- نهد[ ؟ ] والصيعر وأل حريز من الغرب.
- المناهيل وبني تمتم والسادة من الشرق.
- الجوابر والحموم والعوبثاني من الجنوب.
- القبائل المجاورة لأل كثير ظفار[ ؟ ] هم المهرة[ ؟ ] والمناهيل من الغرب.
- القبائل المجاورة لأل كثير ظفار[ ؟ ] هم الحكلي والشحري والمهرة[ ؟ ] من الجنوب.
- القبائل المجاورة لأل كثير ظفار[ ؟ ] هم العفار والحراسيس والجنيبه من الشرق.
- القبائل المجاورة لأل كثير ظفار[ ؟ ] هم أل مره والمناهيل من الشمال.[6]

## قصور السلطنة الكثيرية
* الحصن الدويل في سيئون:
يقع الحصن الدويل القصر الكثيري وسط مدينة سيئون تقريباً، وهو من أبرز معالم المدينة وحضرموت قاطبة، ويعتبر واحداً من أروع التحف المعمارية الطينية.

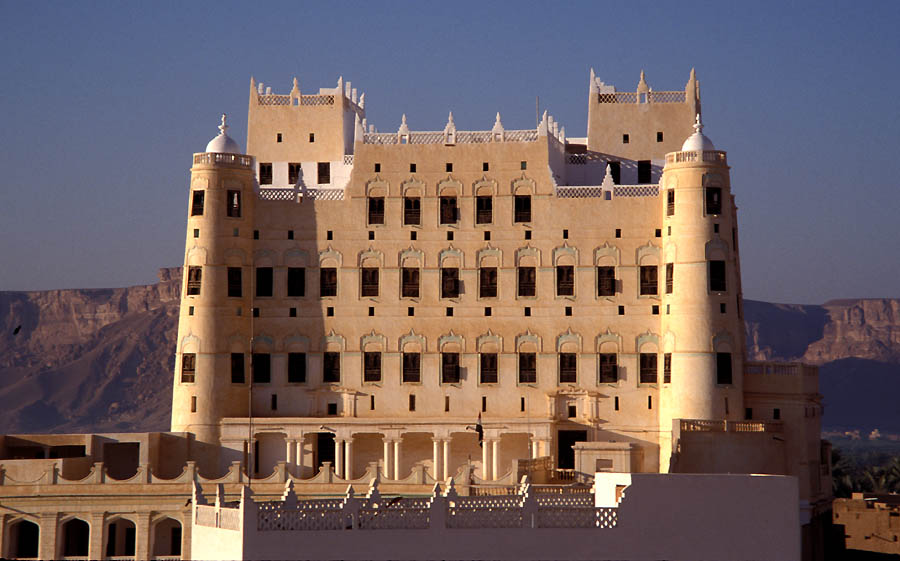
قصر السلطان الكثيري في سيئون بحضرموت

أقيم هذا القصر على ربوة ترتفع عن مستوى سطح الأرض المجاورة قرابة (35 متراً) مما جعله يشرف على سوق المدينة ومركز نشاطها التجاري.
بدأ ظهور هذا الحصن كمقر للسلطان في عهد السلطان بدر بن عبد الله بن جعفر الكثيري المشهور بـ – أبي طويرق – (922-977هـ)، وذلك يعني أن هذا الحصن كان موجوداً من قبل ظهور السلطان أبي طويرق الذي اتخذ الحصن كمقر سلطاني وأضاف له مسجداً، وإلى جانب بنائه للمسجد قام بتجديد الحصن، والسلطان أبو طويرق الذي برز في فترة صراعات دامية كانت تكتنف معظم أراضي حضرموت استطاع أن يحتل معظم تلك الأراضي، ومن ضمنها الشحر.
وفي عام (1125هـ)، جدد عمر بن جعفر الكثيري عمارة الحصن، وفي عام (1272هـ) وصل غالب بن محسن الكثيري إلى سيئون واتخذها عاصمة له، واتخذ الحصن الدويل مـقـراً لحكمه وقام بتجديد عمارته وتوسعاته ثم أكمل عمارته ابنه المنصور بن غالب في حدود عام (1345هـ)، كما واصل حفيده علي بن منصور بن غالب بن محسن الكثيري طلاء الحصن بالنورة، وإضافة بعض الزيادات وتمهيد (العقر) وهي الطلعة التي تصعد إلى الحصن، وبناء السدة والغرفة الكبيرة في الواجهة وما حولها، وذلك بين عامي (1355-1357هـ)، ولا يزال على ذلك الحال حتى الآن، حيث استغل مؤخراً جزء منه كمتحف افتتح عام (1983م) وتشمل قاعاته: الآثار القديمة التي جمعت من مواقع متفرقة من وادي حضرموت إلى جانب تلك الآثار التي استخرجت من حفريات موقع ريبون، وهناك قاعة خاصة عاصمة لها، كما خصص جزء من القصر كإدارة لفرع وزارة الثقافة، وبني في واجهة القصر الجنوبية الشرقية مسرح مفتوح في عام (1982م) يتسع لأكثر من (5000 مشاهد).
* قارة العر الكثيري:
وفيها حصن قديم ورد ذكره في عام (616هـ) عندما جاء ذكره لدى المؤرخين أن السلطان عبد الله بن راشد القحطاني سجن وقتل فيه، ثم جدد هذا الحصن عام (855هـ) في عهد السلطان بدر بن عبد الله بن علي الكثيري، الذي اتخذه كسجن للسلاطين.
* حصن الفلس الكثيري:
حصن قديم ورد ذكره في بادئ الأمر عند المؤرخين في عام (603 هـ).
ويقدر عمر هذا الحصن بـ (400) سنة وأنة بني في عهد السلطان بدر بوطويرق أو الفترة التي تلية.
ويقع على تلة في وسط حي القرن بمدينة سيئون وكان بمثابة حصن عسكري متقدم تلتقي عند أطرافه من الجنوب والشمال الغربي امتدادات سور مدينة سيئون التاريخي.

## السلطنة الكثيرية
تأسست السلطنة في عام 1379 م وكانت تحكم كل حضرموت ومناطق أخرى. تصدت للاحتلال البرتغالي عندما حاول احتلال سواحلها وكانت توصف بأنها من أقوى الدول عسكريا في الجزيرة العربية حيث سطع نجمها في 1824 م. وفي فتراتها الأخيرة حكمت الجزء الشمالي من حضرموت، فيما كانت السلطنة القعيطية تحكم الجزءالساحلي من حضرموت. وآل كثير من أكبر القبائل الحضرمية التي يرجع نسبهم إلى كثير بن مالك بن جشم بن حاشد بن همدان بن يشجب بن يعرب بن قحطان بن هود من قبائل همدان العريقة.
على مر التاريخ حكمت السلطنة الكثيري رقعة كبير من حضرموت إلا أنها فقدت الكثير من قوتها في القرن 19 لصالح منافستها السلطنة القعيطية بدعم من البريطانيين. في نهاية المطاف اقتصرت سلطة السلطنة الكثيري على شمال حضرموت.

علم السلطنة الكثيرية في حضرموت

تأسست السلطنة الكثيري في عام 1379 م على يد أبناء الشيخ جعفر بن بدر بن محمد بن علي بن عمر بن كثير الأول، وهم «يماني ومدرك وعمر بن جعفر بن بدر بن محمد بن علي بن عمر بن كثير» بغد صراع بعد مع أهل هينن وغيرهم من أسرة آل أحمد بن يماني واسرة آل الصبرات، في هذه الفترة كانت ولادة المؤسس الفعلي للسلطنة «علي بن عمر بن جعفر بن بدر الكثيري» وهو أول من حول أسرة آل الكثيري إلى سلطنة منظمة وهو أول سلاطينها.
في عام 1411 م قرر السلطان علي بن عمر بن جعفر بن بدر الكثيري الاستيلاء على ظفار[ ؟ ] وقد وقف معه كافة علماء حضرموت في تلك الفترة، واستولى عليها.
انضمت السلطنة الكثيري مجبرة في منتصف الخمسينيات إلى اتحاد الجنوب العربي وهو اتحاد اقامته بريطانيا بعد أن تحالفت السلطنة القعيطية مع المستعمر البريطاني لتضم للدول الي استعمرتها في جنوب اليمن في اتحاد فيدرالي واحد لردع الحركات الثورية والقومية في ذلك الوقت كما واستمر ذلك الحال حتى عام 1967م عندما قام الثوار القوميين بتفكيك اتحاد الجنوب العربي وانقلابهم على السلاطين وطرد المستعمرين وضم حضرموت وبقية السلطنات إلى دولة جهورية واحدة وهي جمهورية اليمن الجنوبية الشعبية إيمانا منهم بالقومية العربية والانتماء اليمني متأملين نجاح ثورة 26 سبتمبر 1962 في شمال البلاد.

### تاريخ حضرموت القديم
حضرموت اليوم تتوزع إلى أكبر ثلاث محافظات في الجمهورية اليمنية (حضرموت، المهرة، شبوة) ولها تاريخ كبير وحافل حيث كانت في الماضي حضارة بارزة وعريقة، اقرأ تاريخ حضرموت.

### تأسيس السلطنة الكثيرية
تأسست السلطنة في عام 1379 م على يد أبناء الشيخ جعفر بن بدر بن محمد بن علي بن عمر بن كثير الأول، وهم «يماني ومدرك وعمر بن جعفر بن بدر بن محمد بن علي بن عمر بن كثير» بغد صراع بعد مع أهل هينن وغيرهم من أسرة آل أحمد بن يماني واسرة آل الصبرات، في هذه الفترة كانت ولادة المؤسس الفعلي للسلطنة «علي بن عمر بن جعفر بن بدر الكثيري» وهو أول من حول أسرة آل الكثيري إلى سلطنة منظمة وهو أول سلاطينها.

### الدولة الكثيرية الأولى
وهي الدولة التي ظهرت فعليا بعد التأسيس حيث كان أول سلاطينها هو علي بن عمر بن جعفر بن بدر الكثيري، حكمت أجزاء واسعة من حضرموت واستولت أيضا على ظفار[ ؟ ] تحت حكم الدولة الكثيرية الأولى التي سطع نجمها سنة 1717 م. سيطرت الدولة في تلك الفترة على مناطق شاسعة من حضرموت إن لم نقل كلها بالإضافة إلى شبوة.
ومن أشهر سلاطين الدولة الكثيرية الأولى:
- السلطان بدر بن عبد الله بن علي بن عمر: ولد سنة 1436 م وتولى السلطنة بعد أخيه محمد سنة 1451 م.

في فترة حكمة ثارت عليه معظم قبائل حضرموت إلا أن الإمام أبو بكر بن عبد الرحمن السقاف عقد صلحا بين السلطان بدر والقبائل الثائرة عليه في معركة باجلحبان التي قتل فيها راصع بن دويس وراصع بن يماني وسمي بصلح «الغدير»، وبعد مضي أشهر عقد الإمام عبد الله بن أبي بكر بن عبد الرحمن السقاف صلحا اخر بين السلطان بدر وسلطان بن دويس سنة 1451 م في «صوح» وسمي صلح صوح.
قتل السلطان بدر ابن أخيه علي بن محمد بن عبد الله في سيئون سنة 1454 م بسبب المكائد التي كان ينصبها عليه، استولى على الشحر سنة 1462 م، وتمردت تريم عليه سنة 1463 م فحاصرها بدون طائل وظل في تريم في كر وفر حتى دخلها واستولى عليها سنة 1484 م. توفي السلطان بدر بمنطقة شبام سنة 1488 م ودفن في مقبرة جرب هيصم وقبيلة أل كثير كانت مساندة له وأيضاً أل كثير (قبيلة).
- السلطان بدر أبو طويرق الكثيري: هو بدر بن عبد الله بن جعفر بن عبد الله بن علي بن عمر الكثيري.

امتد حكم " بدر أبو طويرق " إلى منطقة العوالق غربا وسيحوت شرقا والسواحل الجنوبية جنوبا والرمال شمالا. كان متقشفا حازما شجاعا كريما وسياسيا بارعا.
ولد سنة 1496 م. اشتهر بطول مدة ولايته وحكمه وكان معاصرا للشيخ أبي بكر بن سالم بن عبد الله العلوي. وفي حروبه للاستيلاء على مناطق حضرموت تحالف السلطان بدر أبو طويرق مع العثمانيين الحيث امده العثمانيين بجيش عام 1519 م بقيادة شخص يسمى رجب التركي وكان ذلك أول ظهور للبنادق في حضرموت على اكتاف الجيش التركي وهو بندق «أبو فتيلة» ودخل بهم بدر شبام حيث قضى فيها على حكم آل محمد الشبمايون واستولى على تريم من آل جردان وآل يماني وآل عمر سنة 1520 م وهي أول سلطة لآل جعفر الكثيري بتريم، واستولى أيضا في ذلك العام على منطقة هينن.
وفي عام 1530 م أمر بان تضرب باسمه النقود الفضية من فئة الريال والنصف ريال والنقود النحاسية من فئة الربع وفي سنة 1535 م اصدر عملة جديده سميت بقشة وحتى اليوم ما زالت بعض البدو في صحراء حضرموت يطلقون على اسم النقود «بقش».
واجهة السلطان بدر في تلك الفترة ثورة قبائل الحموم ونهد[ ؟ ] إلا أنه استطاع أن يخمدها مثلما خمد الكثير من ثورات القبائل الحضرمية.
وفي عهده هاجم البرتغال منطقة الشحر بسفنهم سنة 1522 م وسنة 1535 م حيث ارسل بدر أبوطويرق خطابا للحكومة العليا آنذاك وهي الإمبراطورية العثمانية في عهد سلطانها سليمان القانوني وكان يستنجد به على البرتغاليين فلبى السلطان العثماني طلبه وارسل له اسطولا من السفن البحرية وصلت إلى الشحر في 1538 م ونجحت في ردع غزو البرتغاليين.
في عام 1541 م ثارت ضده بعض قبائل حضرموت في دوعن وعمد والمهرة وبعض عشائر من قومه آل كثير فصمد أمامهم واستعان بالأتراك لإخضاع الثائرين والبرتغاليين الذين آتو من طريق البحر واسر عددا من هؤلاء سنة 942 هـ كانت اشد المعارك عنفا هي التي حدثت بينه وبين الشيخ عثمان العمودي (شيخ وادي دوعن) فقد عارض الشيخ سياسته مع الأتراك وخضوعه لهم وإعلان تبعية بلاده لهم، لذلك حشد الشيخ عثمان العمودي جمعا كبير من قبائل دوعن وأعلنها حربا شعواء على بوطويرق وعلى الرغم من قلة سلاح الشيخ عثمان العمودي ووفرة الأسلحة لدى خصمه بوطويرق تلك الأسلحة التي تسلمها من مصطفى أغا قومندان الأسطول التركي ومع هذا كلة لم يستطع بدر بوطويرق القضاء على الشيخ عثمان العمودي.
وهكذا ظل السلطان بدر يخرج من تمرد عليه إلى تمرد اخر حتى قبض عليه ابنه عبد الله بن بدر سنة 1568l وقام بحبسه في حجرة صغيرة في قصره بسيئون بحجة ان والده طغى وكثرت الحروب والخلافات والنزاعات بين القبائل في عهده، ثم قام بنقله إلى حصن في منطقة مريمة ومكث محبوسا في نحو سنة ونصف ثم اعاده ابنه من منطقة مريمة إلى إلى العاصمة سيئون في عام 1569 م إلا أنه توفي بعدها بمدة قصيرة وعمره كان وقتها 75 سنة وتم دفنه بمقبرة السلاطين بسيئون. وكانت نهاية السلطنة الكثيري الأولى بنهاية سلطانها جعفر بن عمر بن جعفر بن علي بن عبد الله بن عمر بن بدر أبي طويرق في عام 1730 م.

### الدولة الكثيرية الثانية
بدأت حينما عاد السلطان جعفر بن علي بن عمر بن جعفر بن علي بن عبد الله بن عمر بن بدر بوطويرق إلى حضرموت بعد هجرته الطويلة في الهند وإندنوسيا وتحديدا في منطقة جاوة سنة 1803 م.عند توليه السلطة وضع السلطان جعفر بن علي حدا للفوضى والأزمات الطائفية والنزاعات التي نشأت في عهد الدولة الكثيرية الأولى.
اتسم عهد الدولة الكثيرية الثاني بالاستقرار السياسي حيث انتهت كل النزاعات والخلافات التي كانت بالسابق واتجهت سياسية السلاطين في الدولة بالتركيز على العلم والأدب والقوة العسكرية حتى انه يقال أنها كانت من أقوى الدول عسكريا في الجزيرة العربية حيث سطع نجمها في 1824 م.
ضعفت الدولة الكثيرية الثانية عندما تأسست جارتها السلطنة القعيطية، وكان اخر سلاطينها هو السلطان عمر بن جعفر بن علي بن عمر بن جعفر بن علي بن عبد الله وكان سيئ التدبير ضعيف الإرادة كما يقال عنه.

### الدولة الكثيرية الثالثة
استولى السلطان غالب بن محسن الكثيري على الحكم وقام بتعديلات كثيرة في الدولة لذلك سميت بالدولة الكثيرية الثالثة، حيث استطاع السلطان غالب بما أوتي من ثروة ووجاهة وحنكة وطموح ان يجمع كلمة قبيلته والاسرة الحاكمة وقام بتوقيع معاهدات مع شيوخ القبائل يكونوا في صفه كما أنه اشترى بعض القرى ودخل في منافسة وصراع مع السلطنة القعيطية التي بدأت تتكون في نفس ذلك الوقت. إلا أن السلطنة القعيطية كانت شديدة الإتساع حيث انتزعت أجزاء كبيرة من حضرموت كانت تحت حكم السلطنة الكثيرية التي بدأت تضعف شياء فشيئا.
- انتفاضة بن عبدات الكثيري في حضرموت من عام 1938 ـ 1945 م:

على الرغم من سياسات شراء الذمم التي عمدت إليها سلطات الاحتلال البريطاني بهدف تأمين بقائها وتمكين سيطرتها وضمان سلامة قواتها فقد شهدت مناطق الجنوب العديد من الانتفاضات الغاضبة والرافضة في مختلف أرياف الجنوب اليمني المحتل.
ولم يقتصر نضال شعبنا وكفاحه المعبر عن رفضه لبقاء الاحتلال البريطاني على تلك الانتفاضات المسلحة في العديد من أرياف الجنوب اليمني، إذ شهدت مدينة عدن ومنذ فترة الخمسينيات مخاضاً وارهاصات وطنية بمختلف أشكال الفعاليات السياسية والنقابية والطلابية والنسوية المعبرة عن الشأن المحلي وتفاعلاً وتضامناً مع قضايا الأمة العربية والإسلامية وقضايا التحرر العالمية.
- حرب الكثيري مع السلطنة القعيطية:

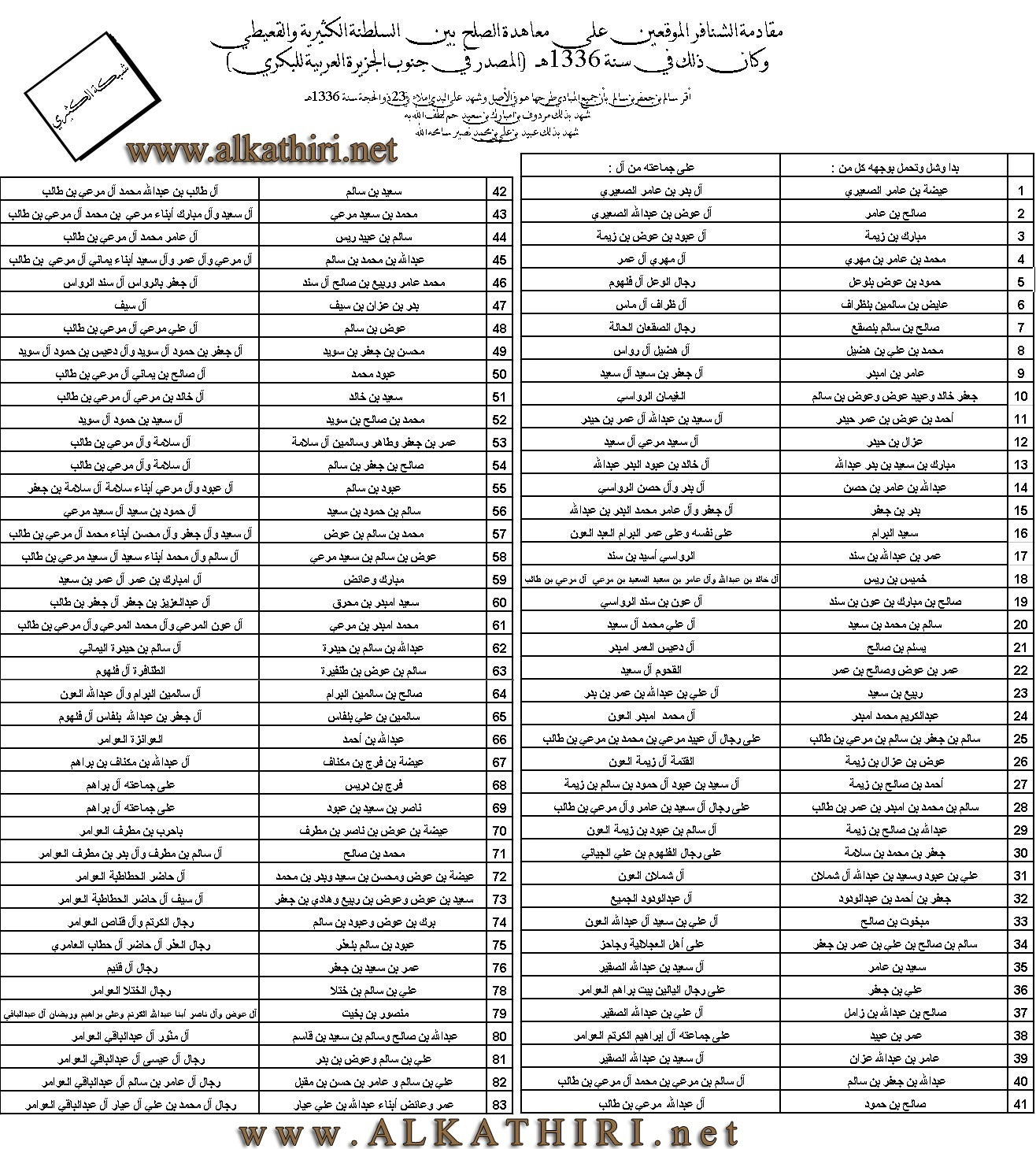
معاهدة الصلح بين السلطنة الكثيرية والقعيطية.

دخلت السلطنة القعيطية في حروب كثيرة مع السلطنة الكثيرية التي كانت تحكم الجزء الشمالي من حضرموت والسلطنة القعيطية كانت تحكم الجزء الجنوب الغربي من حضرموت وفي العادة كانت أسباب نشوب المعارك هي سيطرة القعيطين على مساحات شاسعة من حضرموت وتضيق المساحة على أل كثير بسبب مساندة بريطانياً للسلطنة القعيطية على حساب السلطنة الكثيرية وكانت تمد السلطنة القعيطية بلسلاح والمال للحد من نفوذ سلاطين أل كثير في جنوب اليمن وأستمرة الحرب لمدة 100 عام، إلا أنه في عام 1937م عرض القعيطيين الصلح مع أل كثير وتم توقيع اتفاقية الصلح بين الدولتين بحضور معظم قبائل حضرموت مثل نهد[ ؟ ] والحموم والصيعر والجوابر والعوامر[ ؟ ] وسيبان وكان الصلح في قصر السلطان الكثيري في سيئون تحت أشراف بريطانيا، إضافة إلى معاهدة صلح بين القبائل الحضرمية يسري مفعلوها حتى اليوم. وقعت تلك الاتفاقيات في ساحة قصر السلطان الكثيري بـ سيئون بين السلطان علي بن صلاح القعيطي والسلطان علي بن منصور الكثيري بالإضافة إلى المستشار البريطاني للدولتين.
توفي السلطان غالب بن محسن الكثيري في جبل عرفات في المملكة العربية السعودية أثناء تأديته فريضة الحج[ ؟ ] سنة 1853 م وخلفه بعده ابنه منصور بن غالب حتى توفى هو الآخر سنة 1928 م وفي هذه الفترة احكم البريطانيين سيطرتهم على كافة سلطنات الجنوب العربي وفرضوا عليهم التبعية وعدم التدخل في السياسات الخارجية والاكتفاء بالحكم الداخلي فقط، تولى بعد منصور بن غالب الحكم ابنه علي بن منصور بن غالب الذي عام 1938 م في العاصمة سيئون ثم خلفه أخيه جعفر بن منصور الذي توفي عام 1947 م وخلفه ابن أخيه حسين بن علي بن منصور الذي انتهت فترة حكمة عام 1967 م عندما قام الثوريين القوميين بالانقلاب على كل السلطنات والدويلات في جنوب اليمن وفي حضرموت. توفي حسين بن علي بن منصور بعد ذلك في جدة بالمملكة العربية السعودية. وتجدر الإشارة إلى أنه في مثل هذه الفترة لم تدخل السلطنة الكثيرية في اتحاد الجنوب العربي الذي انشاته بريطانيا لحماية مستعمراتها في جنوب اليمن ولحماية السلاطين انفسهم من الثوار والحركات القومية وضمان بقائهم على عروشهم.
اتسمت الدولة الكثيرية الثالثة بالعلم والدين والأدب والفن حيث ظهر الكثير من العلماء ورجال الدين في عهدها.و قد كانت علاقة السلطنة القعيطية ببريطانيا أفضل بكثير بعلاقة السلطنة الكثيرية ببريطانيا وقد كانت بريطانيا تدعم السلطنة القعيطية بلسلاح على حساب السلطنة الكثيرية للحد من توسع السلطنة الكثيرية.

### دولة بن عبدات الكثيري في الغرفة

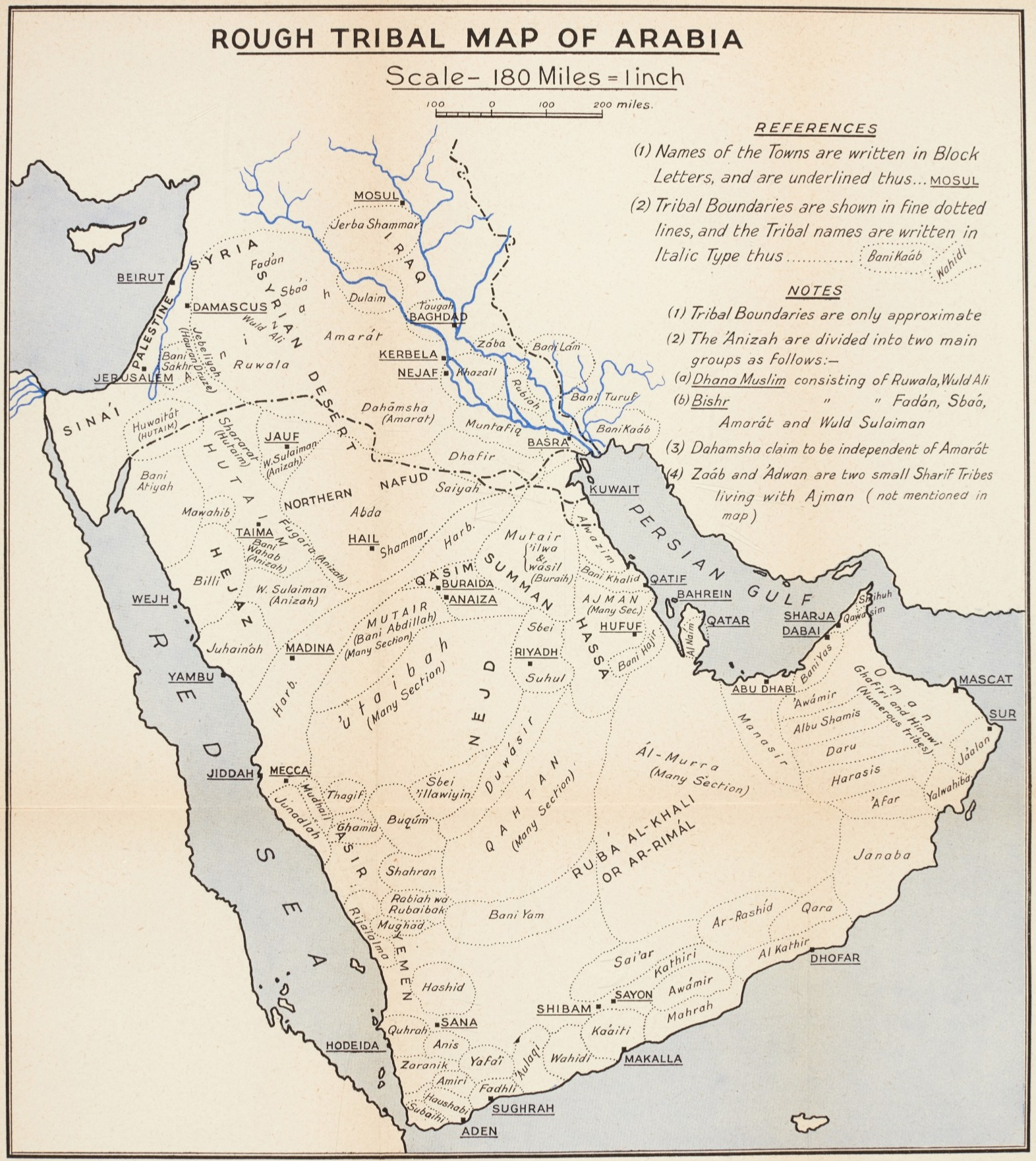
خريطة قبائل الجزيرة العربية لمستشرق أنجليزي قبل مئة سنة وضعها المستشرق هارولد ديكسون.

- دولة بن عبدات تأسسة سنة 1924م إلى عام 1945م في الغرفة[ ؟ ] بحضرموت وكان أهم رجالها البطل الأمير عمر عبيد بن عبدات واخيه الداعم له الأمير صالح عبيد ومن بعدهم فخر الإسلام ومذل الكفرة الأمير عبيد صالح بن عبدات ودولة بن عبدات كانت مستقلة عن التبعية للإنجليز على عكس السلطنات التي كانت قائمة فقد كانت خاضعة لاوامر انجرامس المستشار البريطاني في المكلا حتى كان يطلق على حضرموت وقتها دوله انجرامس ولم يكن سلاطين ال القعيطي والكثيري سوى رموز. اما دولة بن عبدات فقد اسس دولة مستقلة وناصرة في ذلك كل الشرفا من ابناء حضرموت المخلصين على راسهم قاضي شبام الشيخ محفوظ المصلي وقد ولاة ابن عبدات القضاء في الغرفة وأيضا الأمير على بن صلاح القعيطي أمير القطن فقد ارتبط مع ابن عبدات باتفاقيات الدعم والتحالف من اجل مصالح البلاد وخرج بذلك على مصالح الدولة القعيطية العميلة للإنجليز. وكذلك كثير ممن كانو مستشارين لابن عبدات مثل الحبشي ومحبوب وقد كان عبدا فاعتقه بن عبدات وولاه قيادة العسكر لشجاعته وقد اشتشهد ابان الحملة الانجلو -سلاطينية على الغرفة عام 45.
- ملخص تاريخ دولة بن عبدات ان الأمير عمر عبيد واخيه الأكبر صالح عبيد كانا ناقمين على الوضع في حضرموت وخصوصا بعد ان وقع السلاطين القعيطي والكثيري اتفاقية عدن التي تجعل حضرموت تابعة للإنجليز وكان هذه الاتفاقية من صياغة وتنسق العميل وزير السلطنة القعيطية حامد المحظار فارسل صالح عبيد اخيه عمر عبيد وكانا مقيمين في اندونيسيا إلى حضرموت فدخلها واشتى مدينة الغرفة لتكون مقرا لحكمه.اقام الأمير عمر عبيد دوله عدل ومساواه ياخذ كل واحد فيها حقه وبنى حول الغرفة تحصينات قوية توقعا للهجدمات الانجلو سلاطينية.
- تعرض لعدة هجمات من الكثيري في سيئون والقعيطي في المكلا والقطن ولكنه صابر والتحق به الشرفاء من ابناء حضرموت مثل قبائل بيت قرزات من الحموم بعد وفاه عمر عبيد استلم الامارة بعده البطل الأمير عبيد صالح الذي في عهده اغارت الطائرات الملكية البريطانية على الغرفة[ ؟ ] لعدة أيام لاجباره على الاستسلام لكنه صمد وبعدها جاء إلى الغرفة[ ؟ ] الحاكم البريطاني العام في عدن (رايللي) في زيارة مباحثات مع اميرها امير عبيد صالح بن عبدات والذي ابدا عزا وانفه امام المحتل البريطاني فيذكر انه كان بصحبه زائره الحاكم الإنجليزي لعدن يحمل مسدسه الخاص ويشيؤ به إلى اماكن غارات الطائرات واحيانا يشير به إلى انف رايلي مظهرا عز الإسلام وقدرته على المقاومة.
- وفي سنه 45 ارسلت الحكومة البريطانية انذارا لابن عبدات ان يخرج من الغرفة[ ؟ ] مقابل ان تسلم جميع ممتلكاته وترحل معة إلى حيث يريد ولكن هيهات للابطال ان يستسلموا فحاصرت قوات النجليز والقوى المتحالفة معها الغرفة[ ؟ ] وابدا ابن عبدات مقاومة شرسه ومن معه من الاطال فاستشهد القائد العسكري محبوب ودمرت الدبابات سور الغرفة[ ؟ ] وعرض علية نفس العرض السابق الا انه اصر على المقاومة حتى اعتقل هو ومن معه ونفي إلى عدن ثم إلى اندونيسيا اما انصارة فقد اجريت لهم محاكمات مثل الأمير علي بن صلاح الذي حوكم عسكريا والقاضي المصلي ومنهم من اعدم وكانت نهاية دولة بن عبدات عام 1945م.

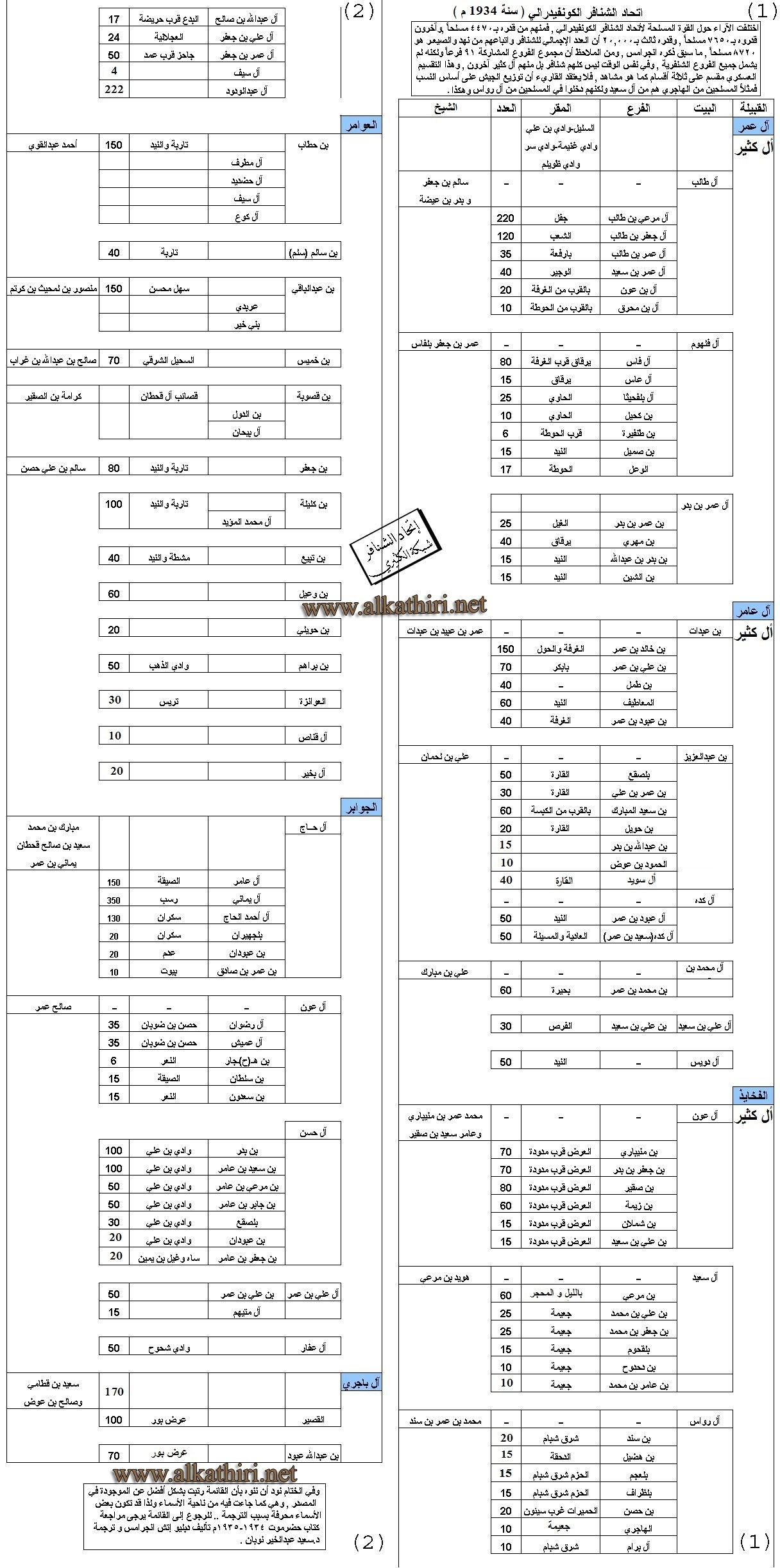
اتحاد الشنافر الكونفيدرالي في حضرموت سنة 1934م ب 9 ألف مسلح تقريباً

### اتحاد الشنافر الكونفدرالي
ذكر دبليو اتش انجرامس في كتابه (حضرموت 1934 _ 1935) في اعطاء وصف دقيق لما أسماه اتحاد الشنافر الكونفدرالي وعدد الديار والفخائذ القبلية التي تنضوي تحت لواء الاتحاد الشنفري والكثير من رجال أل كثير لم يدخل في الأتحاد بسبب الأوضاع الأقتصاديه الصعبة في حضرموت أنذاك من مجاعه وفقر بسبب الحرب العالمية الأولى والثانية وعوضاً عن ذلك يوجد قبائل كثيرية ولكن ليسوا من الشنافر مثل سلاطين أل كثير (أل عبد الله) والرواشد وبن شريه (أل محرم وخوار) الرواس الظفارية وهبيس ومعضم قبائل أل كثير في ظفار[ ؟ ] لم تدخل الأتحاد مع أنهم من الشنافر وعدد المسلحين كان حوالي 9000 مسلح من غير النساء والبنات والأطفال ومع عن قبائل أل باجري دخلو في حلف مع قبائل أل كثير ولكن أنفصلواً عن أل كثير عندما دخلوا إلى اتحاد حلف الشنافر وقدرهم الكاتب دبليو اتش انجرامس في حينه من الرجال المقاتلين كالتالي:
- أل كثير 6000 نسمة.
- العوامر 820 نسمه.
- آل جابر 1256 نسمه.
- آل باجري 170 نسمه. [5]

و يعود أول ذكر للشنافر إلى عام 594 هجري في تاريخ شنبل حصرت الشنافر تريم وفي سنة 598 هجري وفيها: وقعت الشنافر على نهد[ ؟ ] وقتل يزيد ابن يزيد. الشنافر: هو حلف واسم يطلق على عدد من القبائل هي: آل كثير، العوامر، آل باجري، آل جابر، كانوا عماد الدولة الكثيرية في سيئون مع العلم بأن جميعهم من قبيلة همدان مثل العوامر من عامر بن محمد بن شنفر والجوابر من جابر بن محمد بن شنفر وبعض أل كثير من بدر بن محمد بن شنفر وهم أل عمر وأل عون فقط وهناك مقوله سائدة هي (كل شنفري كثيري وليس كل كثيري شنفري). ويسود الاعتقاد ان هذه العصبة انحدرت اصلا من همدان والاعتقاد السائد انها اتت من ظفار[ ؟ ] (منطقة صلالة) وهي لا تزال على اتصال وثيق بقبائل تلك المنطقة واما آل علي بن كثير والرواشد فهؤلاء يقطنون في الشمال الشرقي من حضرموت. يقطن الشنافر في المنطقة الواقعة بين شبام، سيؤن، وادي بن علي، بور، تاربة، رسب، وادي عدم، ونجد العوامر ووادي سر ووادي ساه والعجلانية ومنهم جزء كقبائل مستقرة وجزء بادية رحل في المرتفعات الشمالية من حضرموت التي تمتد إلى الطرف الجنوبي من ريدة الصيعر وما بين بئر تيس ووادي حريضة.و حلف الشنافر هو أشهر حلف قبلي في جنوب الجزيرة العربية.

### اتحاد الجنوب العربي

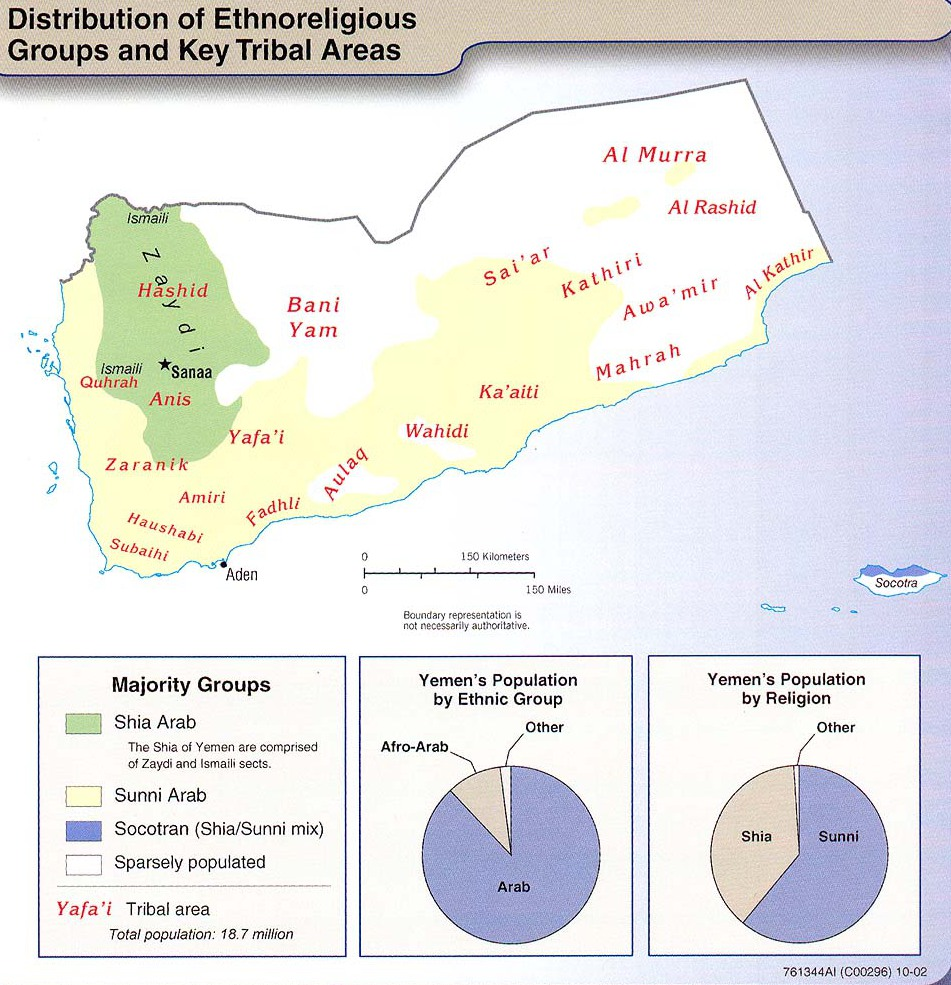
خريطة توضح أهم الجماعات القبيلة في اليمن سنة 2002 حسب الحكومة الفيدرالية للولايات المتحدة ويتضح بها قبائل الكثيري في اليمن وأل كثير في وقبيلة الرواشد الكثيرية.

في بداية الخمسينيات من القرن العشرين ظهرت حركات قومية وتحريرية في جميع أنحاء الوطن العربي وخصوصا مع فترة اندلاع ثورة 23 يوليو 1952 في مصر وانتشار الفكر القومي وتأثيره، اثار ذلك قلق الحكومة البريطانية التي كانت تحتل ماساحات واسعة من جنوب اليمن كما اثار ذلك خوف سلاطين وحكام دول جنو ب اليمن من قيام ثورات تقلعهم من فوق عروشهم.قامت الحكومة البريطانية بإنشاء اتحاد فيدرالي بين دول الجنوب العربي لحماية مستعمراتها ولتدعيمها ضد أي حركة قومية أو ثورية.
بدأ خوف السلاطين يزداد خصوصا مع نجاح ثورة 26 سبتمبر 1962 م في المملكة المتوكلية اليمنية وسقوط النظام الملكي وقيام الجمهورية العربية اليمنية حيث قام بعدها الثوار القوميين بدعم اخوتهم في جنوب اليمن للانقلاب على سلاطينهم وطرد المستعمر البريطاني وقيام ثورة 14 أكتوبر 1963 م في جنوب اليمن. وفي عام 1962 تغير اسم الاتحاد إلى «اتحاد الجنوب العربي» تحديداً لدمج عدن في الاتحاد، وقد قوبلت هذه الخطوة هي الأخرى بمعارضة شديدة من القوى الوطنية وتمت موافقة المجلس التشريعي العدني على الدمج في 24 سبتمبر في 1962، وسط مظاهرات عارمة خارج المجلس كانت تستهدف منع أعضاء المجلس التشريعي من دخول المجلس للتصويت.
وقد نجحت بريطانيا في الحصول على موافقة المجلس التشريعي قبل ثورة 26 سبتمبر اليمنية في 1962 في المملكة المتوكلية اليمنية، ولو تأخرت إجراءات الموافقة لما تمكنت بريطانيا من دمج عدن بالاتحاد، إذ سيكون التصويت ضد دمج عدن في الاتحاد وإعلان قيام دولة مستقلة وفقاً لرأي أحد أعضاء المجلس التشريعي العدني. وأتمت بريطانيا مخططها بالقوة رغم المعارضة القوية والظاهرة من قبل سكان عدن، والقوة الوطنية.
لم تنضم السلطنة الكثيرية مطلقا كغيرها من السلطنات إلى اتحاد الجنوب العربي ورغم قيام اتحاد كهذه يعتبر خطوة قومية إلا أن نظام الرئيس المصري جمال عبد الناصر لم يرحب بذلك لقيام الحكام والسلاطين بالتعاون مع الإنجليز متجاهلين مصلحة الشعب والمواطنين، حيث اعتبرهم مواليين للاستعمار والاحتلال الإنجليزي وقام عبد الناصر بدعم الحركات القومية في اليمن في حتى انتهى ذلك الاتحاد فعليا في عام 1967م.

### حكام السلطنة الكثيرية

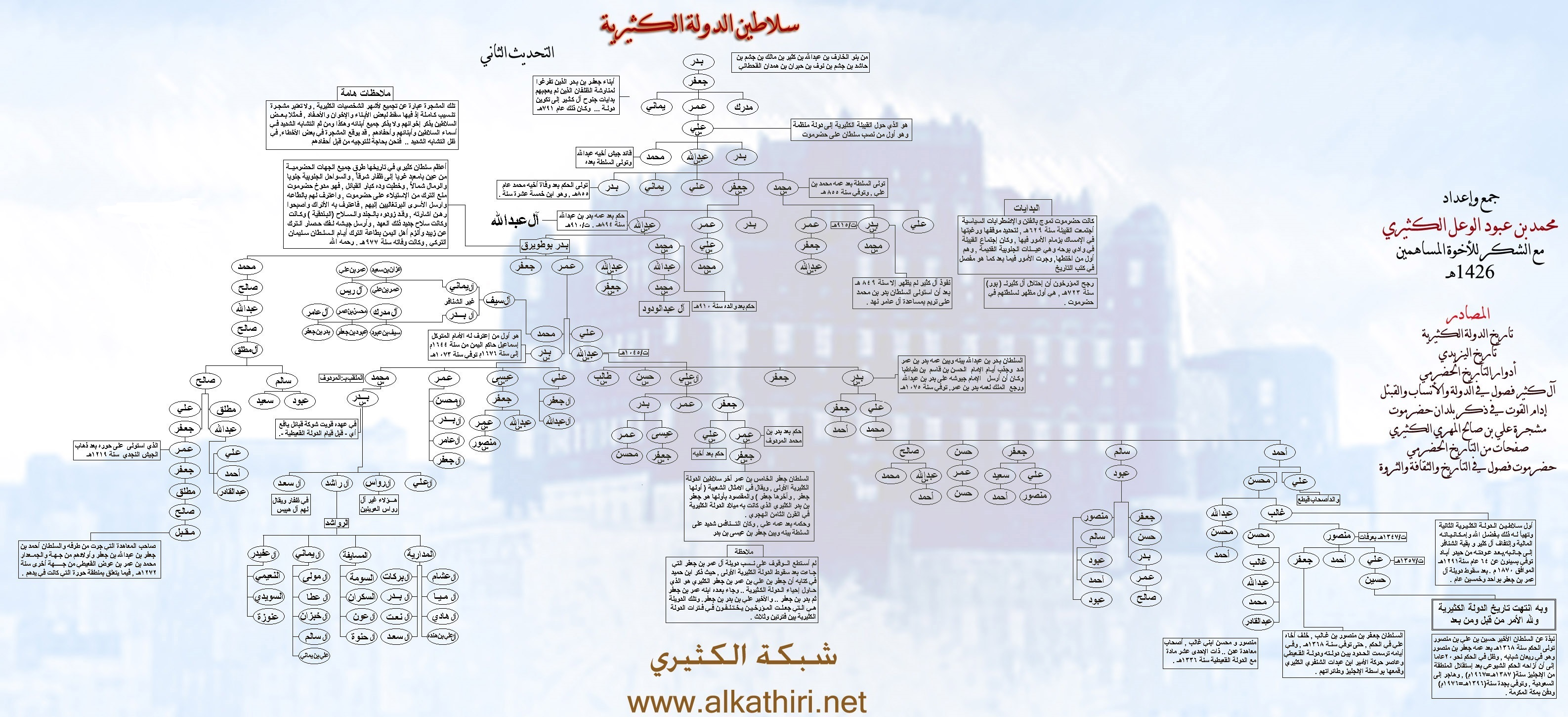
شجرة قبائل سلاطين أل كثير همدان و قبائل الخارف بن عبدالله بن كثير.

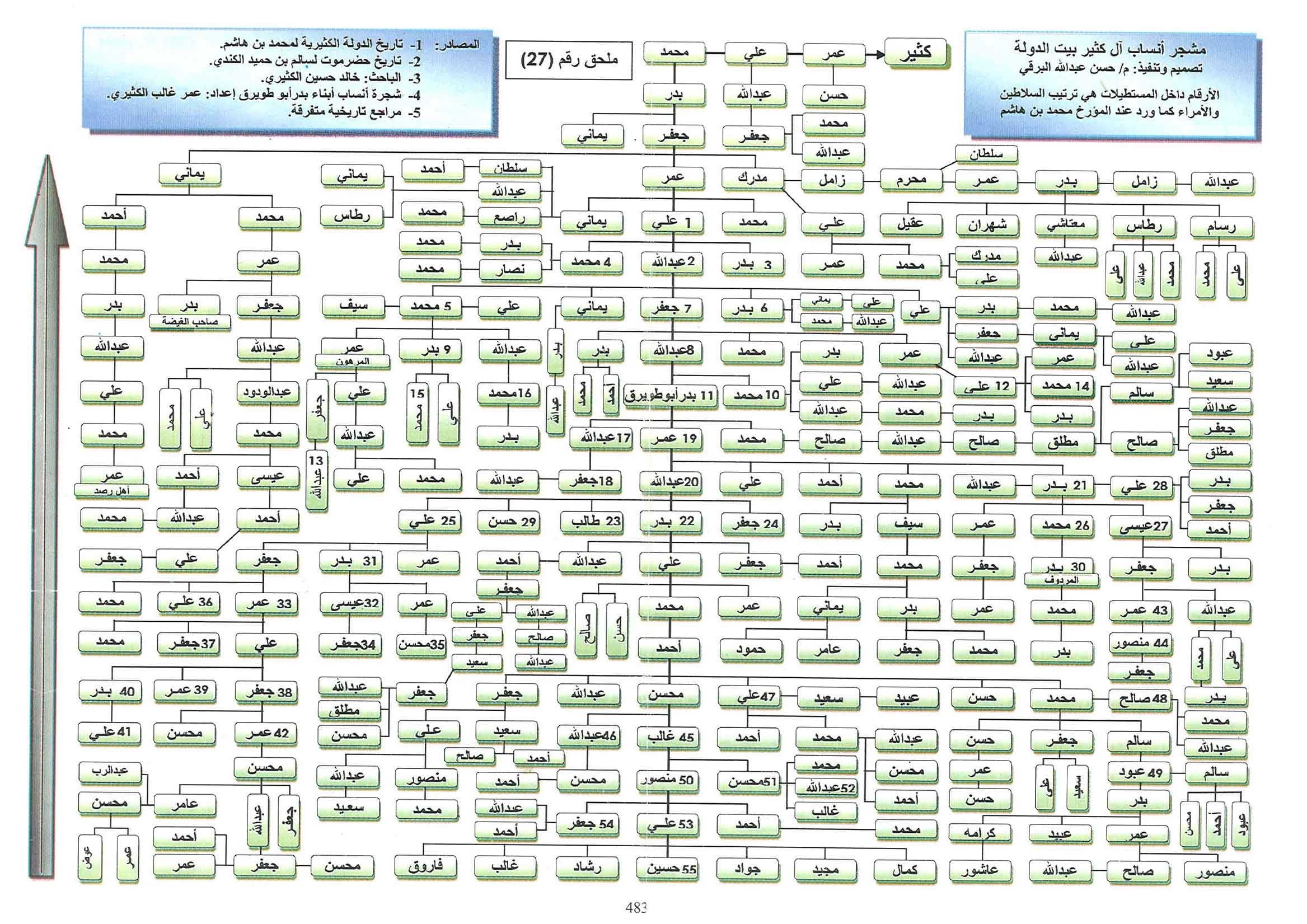
شجرة سلاطين قبيلة أل كثير همدان الكثيري وشجرة سلاطين السلطنة الكثيرية

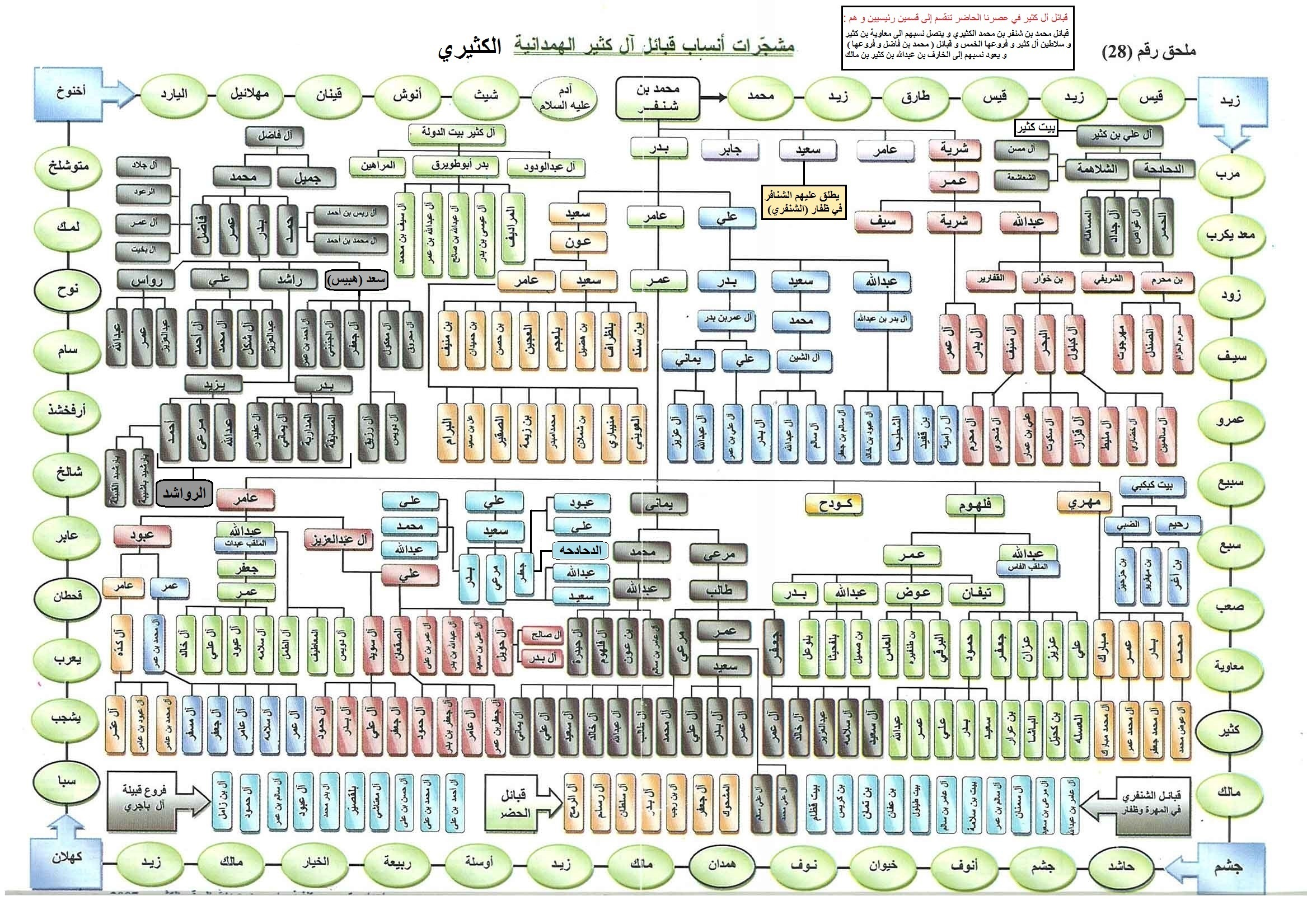
شجرة قبيلة أل كثير همدان شجرة القبائل الكثيرية قبيلة (أل بدر الشنافر والسلاطين والراشدي والمحرمي وبن شرية وخوار والرواس والشنفري)

| السلطنة الكثيرية الأولى (1379 ـ 1731) م                     | الوصف ومناطق الحكم | مدة الحكم                   |
| ----------------------------------------------------------- | --- | --------------------------- |
| السلطان علي بن عمر بن جعفر بن بدر الكثيري                   | من أشهر سلاطين أل كثير وأمتد حكمه من ظفار[ ؟ ] ألى شبوة استولى على ظفار[ ؟ ] عام 1411 م | (1411-1422) ميلادي-القرن 14 |
| السلطان عبد الله بن علي بن عمر بن جعفر الكثيري              | من سلاطين السلطنة الكثيرية الأولى | (1422-1446) م               |
| السلطان محمد بن عبد الله بن علي بن عمر الكثيري              | من سلاطين السلطنة الكثيرية الأولي | (1446-1451) م               |
| السلطان بدر بن محمد بن عبد الله بن علي بن عمر الكثيري       | من سلاطين السلطنة الكثيرية الأولي وكان سلطان السلطنة الكثيرية في شبام فقط ولد في شبام ونشأ نشأة علمية، وولاه صاحب عدن إمارة الشحر فأقام بها إلى أن مات عمه السلطان بدر بن عبد الله صاحب ظفار[ ؟ ] وشبام فانتقل إلى شبام                                               | (1451-1509) م               |
| السلطان بدر بن عبد الله بن علي بن عمر الكثيري               | من سلاطين السلطنة الكثيرية الأولي | (1451-1489) م               |
| السلطان جعفر بن عبد الله بن علي بن عمر الكثيري              | من سلاطين السلطنة الكثيرية الأولي وأستمر حكمه عشر سنوات | (1489-1498) م               |
| السلطان عبد الله بن جعفر بن عبد الله بن علي الكثيري         | من سلاطين السلطنة الكثيرية الأولي وكان سلطان مدينة الشحر وقاوم الأحتلال البرتغالي لسواحل حضرموت والشحر | (1498-1504) م               |
| السلطان محمد بن عبد الله بن جعفر بن عبد الله الكثيري        | كان سلطان الشحر | (1504-1520) م               |
| السلطان بدر بن عبد الله بن جعفر بدر أبو طويرق الكثيري       | أخماد ثورة قبائل الحموم ونهد[ ؟ ] على السلطنة الكثيرية وأستخدم السلاح لأول مره في عهده وأنشأ العملة الكثيرية (بقش) وأمتد حكمه من ظفار[ ؟ ] ألى شبوة ومن الساحل ألى الربع الخالي                                                                                       | (1520-1568) م               |
| السلطان علي بن عمر بن جعفر بن عبد الله الكثيري              | سلطان شبام بحضرموت ونشبت معارك بين صاحبها محمد بن بدر وابن عمه بدر بن عبد الله ونهض هذا بعد مدة وقد بايعه بعض أقربائه فأغار على شبام وانتزعها ولد سنة 906 هـ | (1533-1573) م               |
| السلطان عبد الله بن بدر بن عبد الله بن جعفر الكثيري         | من سلاطين حضرموت، قبض على أبيه السلطان بدر وحجر عليه بقية حياته وكان قد بلغ سناً عالية، وقام عبد الله بأعمال السلطنة إلى أن توفي | (1568-1576) م               |
| السلطان جعفر بن عبد الله بن بدر بن جعفر الكثيري             | وليها بعد وفاة أبيه ولم تطل أيامه، مات مقتولاً | (1577-1582) م               |
| السلطان عمر بن بدر بن عبد الله بن جعفر الكثيري              | ولي السلطنة سنة 990هـ بعد مقتل السلطان جعفر بن عبد الله، وطالت مدته وكانت إقامته بالشحر وكان يلقب ب السلطان العادل | (1582-1612) م               |
| السلطان عبد الله بن عمر بن بدر بن عبد الله الكثيري          | وأظهر السطوة فقهر البادية وهابته النفوس، وأمنت البلاد في أيامه، ثم زهد بالملك، فتصوف وقصد مكة معتزلاً الأمر والنهي ومات سنة 1045 هـ | (1612-1615) م               |
| السلطان بدر بن عمر بن بدر عبد الله الكثيري                  | وليها بعد إعتزال أخيه عبد الله وكان كريماً حليماً فيه ضعف فاستنجد بإمام أهل اليمن إسماعيل المتوكل الزيدي، وأشيع أنه أصبح زيدي المذهب | (1615-1663) م               |
| الأمير علي بن عبد الله بن عمر بن بدر عبد الله الكثيري       | وهو جد أل عمر بن جعفر وأل علي بن جعفر وأل محسن بن عمر | ـــــ                       |
| السلطان محمد المردوف (محمد بن بدر بن عمر الكثيري)           | وهو محمد بن بدر بن عمر بن بدر أبو طويرق الكثيري | (1663-1669) م               |
| السلطان عيسي بن بدر بن عمر بن بدر الكثيري                   | وأستلم حكمه سنة واحدة فقط بعد وفاة أخيه السلطان محمد بن بدر (محمد المردوف) | (1669-1670) م               |
| السلطان علي بن بدر بن عمر بن بدر عبد الله الكثيري           | وأستلم الحكم بعد وفاة أخيه السلطان عيسى بن بدر | (1670-1695) م               |
| السلطان بد بن محمد بن بدر بن عمر بدر الكثيري                | وأستلم الحكم بعد وفاة عمه السلطان علي بن بدر | (1695-1703) م               |
| السلطان عيسي بن بدر بن علي بن عبد الله عمر الكثيري          | من حكام السلطنة الكثيرية الأولي وجده الأمير علي بن عبد الله بن عمر | (1703-1704) م               |
| السلطان عمر بن جعفر بن علي بن عبد الله عمر الكثيري          | وهو ولد عم السلطان عيسى بن بدر | (1704-1708) م               |
| السلطان علي بن جعفر بن علي بن عبد الله عمر الكثيري          | وأستلم الحكم بعد وفاة أخيه السلطان عمر بن جعفر | (1708-1714) م               |
| السلطان جعفر بن عمر بن بدر أبو طويرق الكثيري                | اسمه الكامل: جعفر بن عمر بن جعفر بن علي بن عبد الله بن عمر بن بدر أبو طويرق وكان أخر سلاطين الدولة الكثيرية الأولى | (1714-1731) م               |
| السلطنة الكثيرية الثانية (أل عمر بن جعفر) (1803 ـ 1858) م   | الوصف ومناطق الحكم | مدة الحكم                   |
| السلطان جعفر بن علي بن عمر بن جعفر الكثيري                  | أول سلاطين السلطنة الكثيرية الثانية وأسمه الكامل جعفر بن علي بن عمر بن جعفر بن علي بن عبد الله بن عمر بن بدر أبو طويرق الكثيري | (1803-1808) م               |
| السلطان بدر بن علي بن عمر بن جعفر الكثيري                   | تولى الحكم بعد وفاة أخيه السلطان جعفر بن علي بن عمر بن جعفر الكثيري | (1808-1809) م               |
| السلطان علي بن بدر بن علي عمر بن جعفر الكثيري               | من سلاطين السلطنة الكثيرية الثانية | (1809-1812) م               |
| السلطان عمر بن جعفر بن علي عمر بن جعفر الكثيري              | أخر سلاطين السلطنة الكثيرية الثانية وهو ابن عم السلطان علي بن بدر الكثيري المستلم أمام السلطنة قبلة وهو صاحب بيت الشعر الشهير: (قال الكثيري بن عمر بن جعفر *** لاناد راسي يالشوامخ نودي ^^^^^ الشحر خذناها ولا ربك قدر *** على المكلا باتحن رعودي)                    | (1812-1825) م               |
| السلطان عمر بن جعفر بن عيسى بن بدر عمر الكثيري              | قدم من جاوا سنة 1230 هـ وكان أول سلاطين (دولة أل عيسى بن بدر) | (1824-1827) م               |
| السلطان منصور بن عمر بن جعفر بن عيسى بدر الكثيري            | كانت إقامته في شبام ودعاه الأمير عوض بن محمد بن عمر القعيطي إلى وليمة، فلما دخل يريد الجلوس فاجأه قام نفر من عبيد القعيطي فقتل السلطان الكثيري غدراً سنة 1895 م، واستولى القعيطيون على شبام وهو ثاني سلاطين (دولة أل عيسى بن بدر) وأخر سلاطين الدولة الكثيرية الثانية. | (1827-1858) م               |
| السلطنة الكثيرية الثالثة (دولة أل عبد الله) (1845 ـ 1967) م | الوصف ومناطق الحكم | مدة الحكم                   |
| السلطان غالب بن محسن بن أحمد بن محمد بن علي الكثيري         | و ليها بعد طرد اليافعيين من تريم وسيئون وتريس وتوابعها سنة 1265هـ، واستولى على الشحر سنة 1283هـ، وطمع في المكلا فهاجمها فصدها عنه عمال القعيطيين وأغاروا على الشحر فانتزعوها منه في آخر السنة نفسها 1283هـ فعجز، وتوفي بسيئون، قال البكري: كان قائداً مقداماً           | (1845-1870) م               |
| السلطان منصور بن غالب بن محسن بن أحمد الكثيري               | ولي بعد وفاة أبيه سنة 1287هـ وعمره 17 سنة، وكانت إقامته في قصره إمارته سيئون | (1870-1929) م               |
| السلطان محسن بن غالب بن محسن بن أحمد الكثيري                | من سلاطين السلطنة الكثيرية الثالثة وكان سلطان تريم ولا له علاقه بسلطان سيئون | (1870-1922) م               |
| السلطان عبد الله ومحمد أبناء محسن بن غالب بن محسن الكثيري   | أخر سلاطين السلطنة الكثيرية الثالثة في تريم ولا لهم علاقه بسلطان سيئون | (1924-1967) م               |
| السلطان علي بن منصور بن غالب بن محسن الكثيري                | أستلم الحكم بعد وفاة أبيه السلطان منصور بن غالب الكثيري وقد حدث الصلح بين السلطنة الكثيرية والسلطنة القعيطية في قصر السلطان الكثيري بحضور بريطانيا وقبائل حضرموت سنة 1937 م وأستمر حكمه عشر سنوات                                                                     | (1929-1938) م               |
| السلطان جعفر بن منصور بن غالب بن محسن الكثيري               | سلطان حضرموت، وليها بعد وفاة أخيه علي بن منصور سنة 1357هـ، وقد أعلن البريطانيون حمايتهم لها سنة 1356هـ، فاستمر يحاول رفع مستواها ماستطاع إلى أن توفي | (1938-1949) م               |
| السلطان حسين بن علي بن منصور بن غالب بن محسن الكثيري        | أخر سلاطين السلطنة الكثيرية وأنظمامها ألى اتحاد إمارات الجنوب العربي | (1949-1967) م               |

- معارك السلطنة الكثيرية والقبائل[ ؟ ] الثائرة:
- المعارك بين ال العمودي والكثيري:

بعد أن ألت السلطة دولة مشيخة آل عمودي إلى الشيخ عبد الله بن عثمان بن سعيد العمودي، وكان أول من استعمل نفوذه السياسي على بلدة الخريبة في دوعن سنة 838هـ (1433م). وخلفه الشيخ عثمان بن أحمد العمودي في النصف الأول من القرن العاشر الهجري. وقد عاصر الشيخ عثمان بن أحمد الأخير العمودي السلطان بدر أبو طويرق الكثيري، ونشأت بين هاتين الشخصيتين خصومة ولدتها القوة الذاتية الكامنة في كل منهما. وقد تسلح آل العمودي (بالبنادق) ربما قبل الوقت الذي تسلح به جنود ابي طويرق. لذلك كان العمودي ينازل أبا طويرق على قدم المساواة في السلاح. وعندما عقد أبو طويرق علاقات ودية مع الاتراك، أعلن العمودي عدم موافقته على تصرفات بدر وانحاز إلى أمام الزيدية في اليمن وكون في اليمن جبهة سياسية معارضة لسياسة السلطان بدر أبو طويرق.

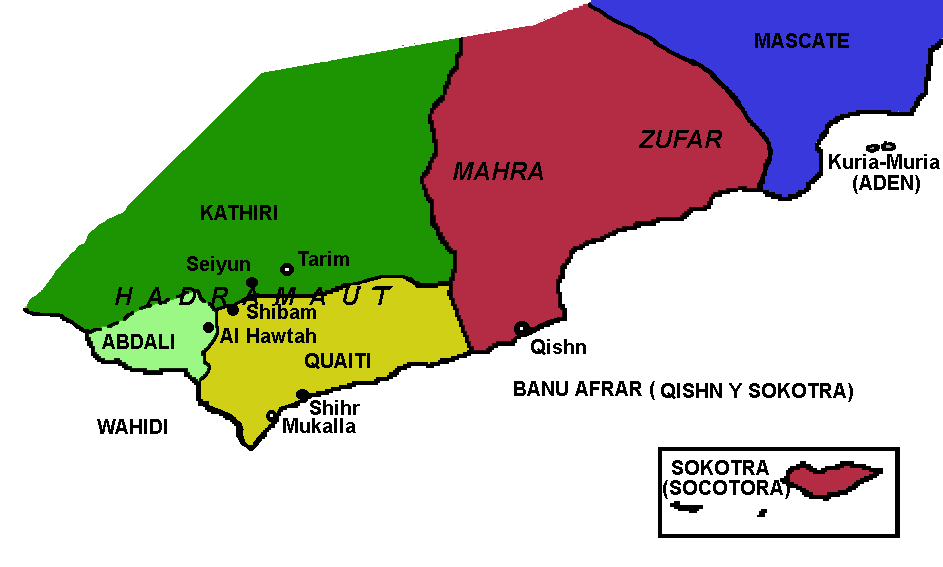
خريطة ووثيقة بريطانية توضح قبائل وسلاطين محمية عدن الشرقية ما بين (1886 إلى 1959).

وفي الوقت الذي كان أبو طويرق يتودد فيه إلى البرتغاليين ويسكت عن قرصنتهم ضد السفن الحضرمية في أعالي البحار، كان العمودي ينادي بالجهاد ضد البرتغاليين المعتدين. وامعانا في احراج ابي طويرق وأظهاره بمظهر السلطان المتخاذل الممالي للإفرنج القراصنة، شن العمودي سنة 930هـ (1531م) غارة على بلدة تبالة بالشحر، وكان تجار الشحر يخزنون بها أموالهم خيفة مهاجمة البرتغاليين الشحر وعدم قدرة ابي طويرق الدفاع عنهم وعن أموالهم، ونهب العمودي تلك الأموال. ثم استولى على وادي دوعن (الأيمن) ثم على وادي دوعن (الأيسر) وكانا تابعين السلطان بدر أبو طويرق. وكان رد الفعل من أبي طويرق أن هاجم مدينة آل العمودي المقدسة (قيدون)، التي بها قبر الشيخ سعيد بن عيسى العمودي، ونهبها وهدم خزان المياه الذي بها واذاق جند أهلها صنوفا من التعذيب والعسف. وتخت أغراء المال أنحاز رئيس جند العمودي إلى أبي طويرق، وقد حاول السلطان بدر أبو طويرق أن يحيل (قيدون) إلى قرية صغيرة حيث انه أمر تجارها وأعيانها بالانتقال إلى المدن المجاورة، وفي سنة 949هـ (1542م) هاجم أبو طويرق مدينة (بضة) مقر السلطة العمودية، ولكنه لم يستطع التغلب عليها. وفي سنة 955هـ (1548م) حاصر أبو طويرق (بضة) للمرة الثانية بجيش يحت قيادة الأمير يوسف التركي والأمير علي بن عمر الكثيري. وأخذ الكثيريون يرمون (بضة) بالمدافع.. لكن هذا الحصار انحسر عن (بضة) بسبب انتفاضات قامت ضد أبي طويرق في مناطق أخرى من سلطنته الحضرمية، وبمساندة القبيلة النهدية هاجم العمودي (شبوة) التي كانت من املاك السلطان بدر أبو طويرق وقد حاول الأمير علي بن عمر الكثيري ــ عامل بدر في شبوة ــ فك الحصار فلم يفلح، فدخل جنود العمودي شبوة ونهبوا ماكان بها من أموال. وفي سنة 956هـ (1549م) عقد السلطان بدر صلحا مع العمودي بعد ان بأت بالفشل محاولاته للقضاء على سلطة العمودي، وقد دام هذا الصلح إلى ان القى أبناء ابي طويرق القبض على ابيهم والزج به في السجن. وفي اجواء سنة 1014هـ (1605م) شبت الفتنة من جديد بين آل كثير وآل العمودي. وظل آل العمودي موالين لأئمة اليمن مدة حكمهم السياسي في دوعن، ففي سنة 1070هـ (1659م) عقد الامام في صنعاء ولاية رسمية للشيخ بوست عبد الله بن عبد الرحمن الوجيه العمودي، بناء على طلب الأخير. ولما غزا الزيود حضرموت في العام نفسه، بقيادة الصفي أحمد بن حسن الحيمي، في عهد الامام المتوكل إسماعيل بن القاسم، قدم الشيخ بو ست عبد الله بن عبد الرحمن الوجيه العمودي، بوساطة ابنه محمد، المواد الغذائية ووسائل النقل من جمال وحمير للجيش الزيدي الزاحف على آل كثير.
- جيش البادية الحضرمي :

سلاح قبيلة أل كثير همدان في حرب القاعدة.

أُسس جيش البادية الحضرمي في الثلاثينات من القرن العشرين بغيل بن يمين بحضرموت، تأسس الجيش من أبناء قبائل حضرموت القاطنين المناطق الجبلية والصحراوية، وبعد فترة التحق بالجيش مجاميع من أبناء كافة المناطق من البادية بالمحمية الشرقية التي كانت تشمل (السلطنة القعيطية والسلطنة الكثيرية وسلطنة بن عفرير المهرة وأجزاء من مناطق سلطنة الواحدي[ ؟ ])، وكان لرجال أل كثير تأثير قوي في جيش البادية وكان أغلبهم من البدو مثل أل عبدات وأل كده وبعض من أل طالب وأل سعيد والرواشد حيث استمر الالتحاق بالجيش بشكل دفعات منتظمة وفقاً وبرامج زمنية محددة بموجب خطط قيادة الجيش الهادفة إلى تغطية الاحتياجات العسكرية بالمنطقة. أما بالنسبة لمسألة كيفية التمركز بالمراكز، فإن قيادة السرية تتمركز مع الفئة الأولى بمركز ثمود، والفئة الثانية بمركز سناو (التابعة لقبيلة الرواشد الكثيرية)، والفئة الثالثة بمركز حبروت، وكذا بالمثل التمركز في مركز العبر والمراكز التابعة له (زمخ، منوخ) أما مركزا الغيظة ومرعيت فتتمركز بكل منهما سرية بكامل فئاتها، وكان العقيد حسين مسلم المنهالي، الذي شغل ذلك المنصب القيادي (أركان حرب جيش البادية بحضرموت) بكل كفاءة واقتدار من خلال تفوقه بحصوله على المؤهل العلمي في إدارة القيادة العسكرية.و قد كان من أسس الجيش هو ليجون، عند بداية المرحلة الأولى لتأسيس الجيش كانت وسيلة المواصلات الجمال المدربة عسكرياً لنقل المؤن والعتاد والمعدات، من مهام الجيش حماية الشركات العاملة بالشريط الصحراوي من خلال حراسة سراياه مواقع أعمال تلك الشركات المتنقلة بموجب خططها في كل موقع عمل للشركة (الكنب)، وتحرك الحراسة المرتبة يومياً مع فرق أعمال المسوحات (النقشة)، وكذا عمليات التنقيب عن النفط من خلال حراسة الحفارات (الونوش) والشركات هي شركة (بي، سي، إل) في الخمسينيات، وشركة بان أمريكان في الستينات، وكذا الحال مهام الجيش في حماية الحدود.واعتبرت تلك المراكز معالم بارزة وثوابت تاريخية، إلاّ أن المراكز أصبحت في الوقت الراهن في أمس الحاجة لإجراء عمليات الصيانة والترميمات العاجلة للحفاظ عليها، لكون أجزاء منها إن لم تكن كلها مهددة بالسقوط نظراً لعدم الاهتمام بها ما عدا مركز ثمود، وهو المبنى الوحيد القائم، والذي تم بناؤه في أوائل الخمسينيات، حيث تزامن بناؤه في تلك الفترة مع بناء الطماطم بن حربي المنهالي بيتاً له بثمود، وبهذا تعتبر تلك الحصون التي بنيت بجوار بئر ثمود التاريخية.و قد أستخدم جيش البادية قوتة في وأول حادثة استخدم فيها جيش البادية القوة هي ضد أفراد من بيت علي من قبيلة الحموم. فقد قامت مجموعة صغيرة من بيت علي بالهجوم على حصن تابع للجيش النظامي في غيل بن يمين، وعندما سمعت قيادة الجيش بإطلاق النار، جهزت القوة وأسرعت لنجدة جنود الجيش النظامي، وتمت ملاحقة هذه المجموعة من البدو وطردهم إلى خارج المنطقة، ويتم ذلك لأول مرة، وقتل بدوي في هذه الحادثة.
والحادثة الثانية حدثت في نوفمبر عام 1942م عندما قام شخصان من بيت على الحمومي وهما عامر بن سعيد، وعبد الله بن عوض بالكسح بقتل جنديين من جيش البادية بهدف سرقة بندقيتيهما. وقد تمكنت فرقة من جيش البادية من ملاحقتهما وقتلهما وتم استرجاع البندقيتين.

### تفكك السلطنة الكثيرية
في 1967 تفكك اتحاد الجنوب العربي بشكل كامل والذي لم تكن السلطنة الكثيرية من ضمنه ولا حتى المهريه حيث قام الثوار المتمثلين في الجبهة القومية بالانقلاب على كل السلاطين في كل سلطنات جنوب اليمن وحضرموت بما في ذلك السلطنة القعيطية والكثيرية بحضرموت، واعلنوا مكانها قيام جمهورية اليمن الجنوبية الشعبية كخطوة أولى لإعادة تحقيق الوحدة اليمنية التي انتهت في العهد الحميري وامل جديد في مشروع الوحدة العربية الكبرى. وبدأت منذ تلك الفترة تصعد سلم الوطن الواحد مع جارتها في الشمال الجمهورية العربية اليمنية لتصلا معا إلى القمة والمجد المتمثل في إعادة تحقيق الوحدة اليمنية لأول مرة في القرن العشرين في 22 مايو 1990 م.
- جرائم الحزب الأشتراكي في اليمن  عام 1973 (السحل في اليمن):

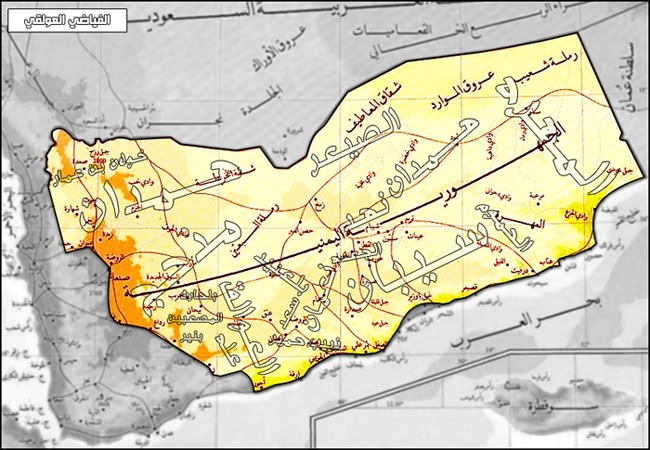
خريطة حدود أكبر قبائل اليمن.

ان جرائم الحزب وماقامت به القوات الشيوعية من دهم ونهب وسلب للاراضي وسجن بلا محاكمة والسحل[ ؟ ] للابرياء ولخيرة أبناء المديرية والأهم من هذا ما قامت به تجاه العقيدة الإسلامية إذ أوقفت تعليم الدين في مدارسها ومارسوا ضد أشخاص أفعال غير إنسانية وتنقلوا بين شبام والحوطه[ ؟ ] وسيئون والقطن ومورست ابشع أنواع التعذيب ضدهم دون محاكمات من أبشع جرائم الحزب، اخرجوا من السجون وامام منزل كل واحد منهم تجمعت عناصر المليشيا والقوات الشعبية والجماعات الفلاحية وانهالوا عليهم ضربا، ثم ربط كل واحد منهم بسيارة من الخلف وسحبوا على الطرقات المرصوفة بالحجارة حتى خلعت ثيلبهم بعد ان تقطعت نتيجة هذا السحل[ ؟ ]، وبدأت الاشلاء تتقطع والدماء تسيل، وامام هذا المشهد المروع كان يردد الفاعلون ((اهازيج الانتفاضة)) مثل (لا قبيلي بعد اليوم، لا لا ساده بعد اليوم) (يا قبائل يا يهود الاشتراكي[ ؟ ] با يعود) وأيضاً (لا اقطاعي بعد اليوم، لا كهنوت بعد اليوم) (لا كهنوت بعد اليوم.. سحقا.. سحقا للكهنوت).. واما المنفذين فهم كثر ففي الحوطه[ ؟ ] كان (سعيد علي عريض وعوض حنبل وربيع جروان وغيرهم كثير) وفي جعيمه كان (جمعان فاضل (الحمومي) وبرك بن ناصر وسالم جروان وحيان) وفي شبام كان (رمضان حمادي يرغم الناس بالقوة لكي يركلو الجثث كذلك كان حقان وحيمد قعرور). وبعض رجال أل كثير والسادة انتهكت كرامتهم وسحلوا على الطرقات ومنهم \
بــــــــــن سنـــــــــد، العـــــيــــــدروس، بــــــــــــن طـــــــــالب، بـــــــن عــبـــدات، بــــــــــن سعيـــــــــد، الحامد
و هذي بعض أسامي أشهر رجال أل كثير الذين سحلوا[ ؟ ] في حضرموت على أيادي الحزب ومنهم:
| - صالح بن سالم عامر محمد بن سعيد الكثيري.. سحل وقتل بالفؤوس. - غالب عوض كعتوه بن عبدات الكثيري.. سحل وقتل وشوه بالفؤوس. - الشيخ يسلم بن عامر بن طالب الكثيرى.. سحل وقتل وشوه بالفؤوس. | - الشيخ صالح رباعى بن طالب الكثيرى.. سحل وقتل وشوه بالفؤوس. - الشيخ عون بن عامر بن طالب الكثيرى.. سحل وقتل وشوه بالفؤوس. - الشيخ عوض بن جعفر بن طالب الكثيرى.. سحل وقتل وشوه بالفؤوس. | - الشيخ سالم عوض الكثيرى.. سحل وقتل وشوه بالفؤوس. - الشيخ فضل الهندي الكثيرى.. سحل وقتل وشوه بالفؤوس. - سعيد بن محمد بن سند الكثيرى.. سحل وقتل وشوه بالفؤوس. |

وقد تاسست هذه الأيام العديد من الحركات التي تهدف إلى الانفصال من التبعية الشمالية وخاصة بعد قيام الحرب صيف عام 1994 م ومنها الحراك الجنوبي والحوثيين في صعده مما يمثل بتحدي كبير على الدولة اليمنية.

## حروب ووقعات قبيلة أل كثير

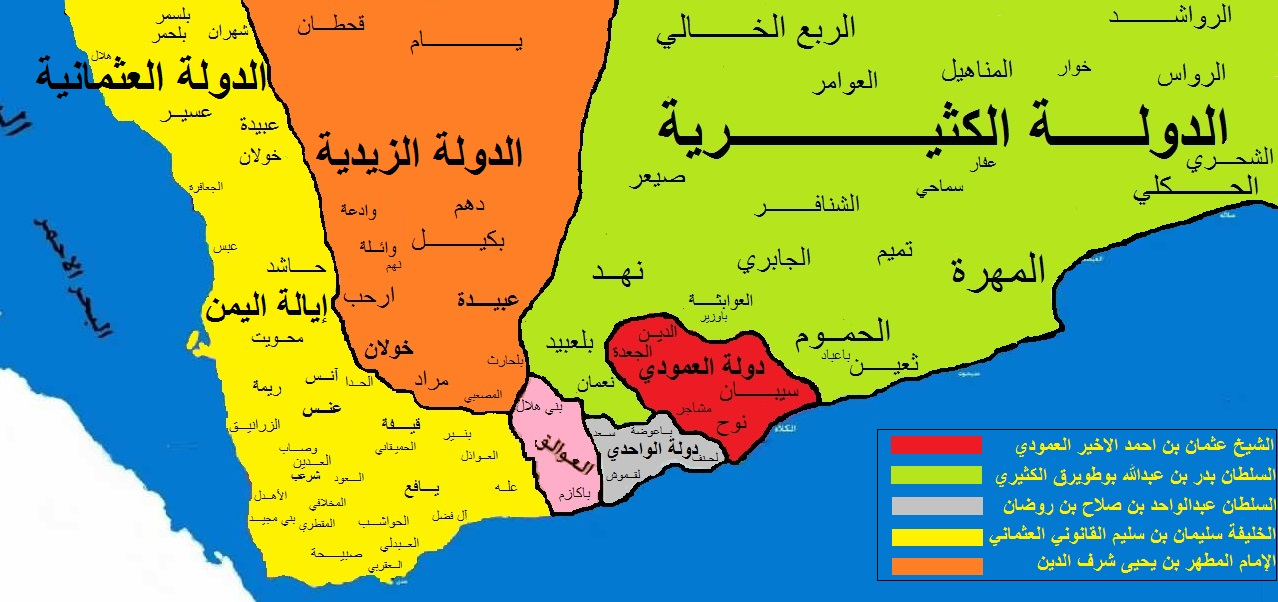
خريطة جنوب الجزيرة العربية فترة حكم السلطان بدر بوطويرق الكثيري

وقد خاضة قبيلة أل كثير همدان الكثير من الحروب والوقعات على مدار 700 سنة من عام 1411م عندماً توسعة السلطنة الكثيرية الاولى من ظفار[ ؟ ] ألى شبوة مروراً بحضرموت وغيظة بن بدر وقد كانت ضد قبائل ظفار[ ؟ ] الحكلي والشحره ووقد سيطرة السلطنة الكثيرية أو الكثيري على حضرموت عام 1654 مما جعلهم في مواجهة السلطان سلطان بن سيف اليعربي سلطان سلطنة اليعاربة في عمان[ ؟ ] مما أدى للإضطراب الأوضاع على البحر وتوقف توسع اليعاربه في اليمن عند المهرة[ ؟ ] فقط في مدينة قشن في محافظة المهرة وأخر حرب كانت ضد السلطنة القعيطية الذي كانت عام 1936 قبل الصلح الشهير بين السلطنة الكثيرية والسلطنة القعيطية عام 1937 م في القصر الكثيري وقد كانت السلطنة الكثيرية من أهم مقاومي الأستعمار البريطاني في اليمن الجنوبي الذي كان يدعم السلطنة القعيطية بالمال والسلاح ضد السلطنة الكثيرية مما أثر على سعة أراضي السلطنة الكثيرية الثالثة لتنحسر فقط في شمال حضرموت وجنوب الربع الخالي وحربهم ضد الصيعر ويام[ ؟ ] والعمودي أيام السلطنة الكثيرية الأولي وكان بسبب توسع الدولة الكثيرية في وادي دوعن الذي كانت تسيطر علية قبائل أل عمودي أو الشيخ العمودي وضد نهد[ ؟ ] والحموم عندما تمردواً على السلطنة الكثيرية وأما الآن وبعد سقوط الدولة الكثيرية عام 1967م يسود حكم الدولة والقانون على جميع القبائل في اليمن وفي بعض الأحيان يتدخل الجيش لردع القبائل اليمنية:
- وقعات أل كثير مع قبائل ظفار[ ؟ ] سنة 1411 ميلادي.
- وقعات أل كثير مع قبيلة المناهيل في ثمود.
- وقعات أل كثير مع قبيلة الصيعر.
- وقعات أل كثير مع قبيلة يام[ ؟ ].
- وقعات أل كثير مع الانجليز أو الاحتلال البريطاني.
- وقعات أل كثير مع دولة اليعاربة عام 1654 ميلادي.
- وقعات أل كثير مع قبيلة نهد[ ؟ ] عندما تمردوا على السلطنة الكثيري.
- وقعات أل كثير مع قبيلة يافع.
- وقعات أل كثير مع قبيلة الحموم عندما تمردوا على السلطنة الكثيري.
- وقعات أل كثير مع السلطنة القعيطية مدة 100 عام.
- وقعات أل كثير مع قبيلة العمودي (حكام وادي دوعن) سنة 1521 ميلادي.
- وقعات أل كثير مع قبيلة المهرة[ ؟ ].
- وقعات أل كثير مع قبيلة العوالق.
- وقعات أل كثير مع قبائل وادي دوعن سنة 1521 ميلادي.
- وقعات أل كثير مع قبائل سيبان.[17]

## عادات وفنون قبائل أل كثير
تشتهر قبيلة أل كثير ببعض العادات والفنون المميزة في الأفراح والمناسبات فمثلاً عند أل كثير اليمن فنون الشرح والزامل في المناسبات وعادات الطرح وهو يمثل أوجه التماسك القبلي وهو عبارة عن أموال يقوم بدفعها كل شخص قادر من القبيلة لشخص آخر في محتاج في مناسبات الزواج أو مناسبات الظروف الخاصة مثل المرض والعلاج والمشاكل المالية ومن هوايات شباب القبيلة الصيد أو المقناص وخصوصاً في الجبال أو القف (نيد الكثيري) ويطلقون على الطريده أسم الصيده ويكون عبارة عن وعل أو ماشابه ويفتخر القانص بوضع قرون الوعل على جدار بيته ويقام حفل سنوي لقبائل أل كثير في الإمارات العربية المتحدة وهو عبارة عن مزاين الأبل في منطقة اليحر بلعين. أما بالنسبة لقبائل أل كثير ظفار[ ؟ ] فلديهم فن الهبوت وهو فن شبيه بفن الزامل ولكن يكون بمجموعات أكبر ويحملون الأسلحة مثل البنادق والسيوف[ ؟ ] وفن الدربات وفن البرعه ولبس الجنبيه ضروري لقبائل أل كثير همدان وتعتبر القبيلة من أشهر القبائل[ ؟ ] المالكه للأبل وخاصه في ثمريت وتأتي إليهم القبائل[ ؟ ] من الإمارات العربية المتحدة والسعودية لشراء الأبل ويعقد في ظفار[ ؟ ] سباق سنوي هو عبارة عن المحالبة وتفوز الناقه الذي تنتج أكبر قدر من الحليب. وعادات أستقبال أل كثير للضيف بشكل عاد هو عندما يقدم الضيف ويلفي على قوم يتقافز الجميع بمجرد سماع صوت السيارة مثلا أو صوت الضيف إذا تحم حم ويستقبله أهل الدار كبيرهم ثم صغيرهم ثم يقول: السلام عليكم ويتصافح الجميع ((يسلم)) ثم يقول له أكبر الجالسين في المجلس أو راعي البيت: اتفضل هنا ((يؤشر له إلى المكان المناسب مثلا في صدر المجلس)). ثم يسكت الضيف ولا يتكلم أبدا حتى يتشاور الجلوس مع عاقلهم أو كبيرهم ثم يبدأ العاقل أو راعي البيت ((بمقاواة)) الضيف ويقول له: قـويت يافلان ويرد عليه بـ نجيت أو سلم حاله ثم يبدأ الدور عند الجميع با المقاواة إلى أن ينتهي منهم قويت وبقيت أو نجيت ثم بعد ذلك يتشاور الجميع مع عاقلهم مرة أخرى ((أن يتخبر ويرحب بالضيف))فيقول العاقل: ((أرحبت)) شي من الأخبار شي من الأعلام فيرد الضيف كالعادة ماشي من الأخبار ويسأل شي من الاعاليم ثم بعد ذلك يبدأ العاقل أن يقول له كيف الأحوال كيف الصحة....ثم تدور على الجميع في المجلس ثم يرجع ويقول له العاقل أو راعي البيت ارحبت وآنست وحيا الله من جاء ويالله حيه وهكذا...ثم يدخل بالقهوة أو الشاي ويقهوي الضيف. ويوجد عند قبائل أل كثير نوع من أنواع المحاكم يقوم بها شيوخ قبائل الكثيري مثل حكم بمعنى أخر إذا قتال أحد أو سرق يقوم القوم المتخاصمين بلجوء إلى الشيوخ للحكم وأكثر الأحيان يكون الحكم مادياً أو بأعطاء سيارة باستثناء حالات القتل يكون فيها ديه وأذا لم يرضَ أهل المقتول تكون بتنفيذ حكم القصاص[ ؟ ]. وعادات الزواج عند قبائل أل كثير اليمن تكون على ثلاث أيام اليوم الأول يكون من الساعة 3 عصراً إلى السادسة ويقومون في الليل فن الشرح وفي اليوم التالي يكون السهرة أي غناء وطرب وبعد السهرة يدخل المعرس وفي اليوم الثالث المعروفة بالصبحة تكون غداء للنساء فقط وهذه العادة عند حضر أل كثير بس أما بالنسبة للبدو فيكون الزواج في ليله واحده وزوامل وشرح ويكزن عندهم الطرح ويكون العشاء عبارة عن لحم الجمال. أما بالنسبة لقبائل أل كثير في ظفار[ ؟ ] فيبدأ الزواج من العصر بتجهيز المعرس وتكون خلال الزواج فن الهبوت والزامل وبعض الشعراء ألى الليل فيدخل المعرس بعد عشاء المعازيم.و يعتمد أكثر أبناء أل كثير على تربية الأبل والأنعام ويرعون بهم من الصبح إلى العصر وتعد مصدر رئيسي لغذائهم من لحم وحليب وعندما يأتي الضيف يذبح له سواءً كان ضيف واحد أو عشرة ضيوف وهذي من أبرز شيم أفراد القبيلة وهي أكرام الضيف. ويجب على القبائل الكثيريه فيأي مكان الحفاظ على هذه العادات والتقاليد القبلية مما نواجه الآن من تطور وعولمه قد يأثر على البعض ولكن يجب الحفاظ على العادات والتقاليد المستمته من مئات السنين ألى الآن. ومثال على ذلك مزاينة الأبل والمحالبة والمسابقات التراثية والفن التراثي والقنص والمقناص والقيام برحلات للبادية.

## قبائل أل كثير
هذه المشجرة مفرغة من الإكليل لأبو الحسن الهمداني المتوفي سنة 345 هجرية تقريبا، وفيها إيضاح لأبناء كثير بن مالك، وتجدر الإشارة إلى أن قبائل أل كثير في عصرنا الحاضر تنقسم إلى قسمين رئيسيين وهم قبائل محمد بن شنفر بن محمد الكثيري ويتصل نسبهم إلى معاوية بن كثير بن مالك (راجع شجرة قبائل حاشد) وفروعها وسلاطين أل كثير ويعود نسبهم إلى الخارف بن عبد الله بن كثير بن مالك وقبائل محمد بن شنفر بن محمد الكثيري تنقسم إلى بدر بن محمد بن شنفر الكثيري (وهم أل كثير الشنفرية) وقبائل شريه بن محمد بن شنفر الكثيري (وهم الخوار وأل سيف وأل محرم وأل شحري والكبكبي والشريفي وشيخهم محمد بن سعد بن منيف الشريفي بن شريه الكثيري) وقبائل سعيد بن محمد بن شنفر الكثيري (ويطلق عليهم الشنافر في ظفار[ ؟ ]) وقبائل ال باجري الكثيرية وقد دخلة في حلف مع الشنافر وقبائل جابر بن محمد بن شنفر الكثيري (وهم الجوابر الشنفرية) وقبائل عامر بن محمد بن شنفر الكثيري (وهم العوامر الشنفرية) وجد حلف قبلي مشهور لقبائل أل كثير همدان والعوامر والجوابر وهو حلف الشنافر وتوجد مقولة قديمه بخصوص الشنافر الكثيرية وهي (كل شنفري كثيري وليس كل كثيري شنفري) أي أن السلاطين وقبائل أل كثير التي يرجع نسبهم إلى الخارف بن عبد الله بن كثير بن مالك لا يعتبرون من الشنافر مع أنهم من أل كثير همدان.

شجرة قبيلة حاشد همدان و بها نسب قبائل أل كثير الشنافر (محمد بن شنفر بن محمد الكثيري) و سلاطين أل كثير من الخارف بن عبدالله بن كثير

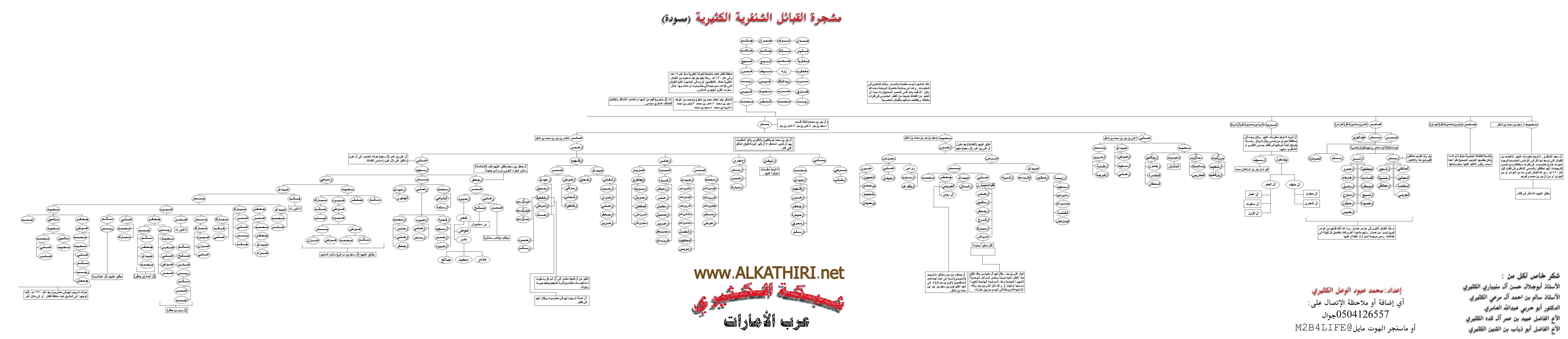
شجرة قبيلة الشنافر الكثيرية أل كثير قبائل الكثيري.

و سلاطين الدولة الكثيرية الذين يعود نسبهم إلى الخارف بن عبد الله بن كثير وقد أنتقلو من الجوف إلى حضرموت قبل حوالي 1100 سنة ومنهم أل عبد الله (أل عمر بن جعفر وأل سيف وأل عبد الودود) وقبائل (أل راشد الرواشد والرواس وهبيس والمراهين وأل علي بن كثير (بيت كثير) والحضري والمردوف وال فاضل) في ظفار[ ؟ ] وجميعهم يرجعون في النسب الي الخارف بن عبد الله بن كثير بن حاشد بن همدان. (علما بأن نسل كثير بن مالك..بقي في اليمن (الجوف) عدا جزء منهم انتقل إلى الشرق) ومن قبائل أل كثير:
- أل عامر:

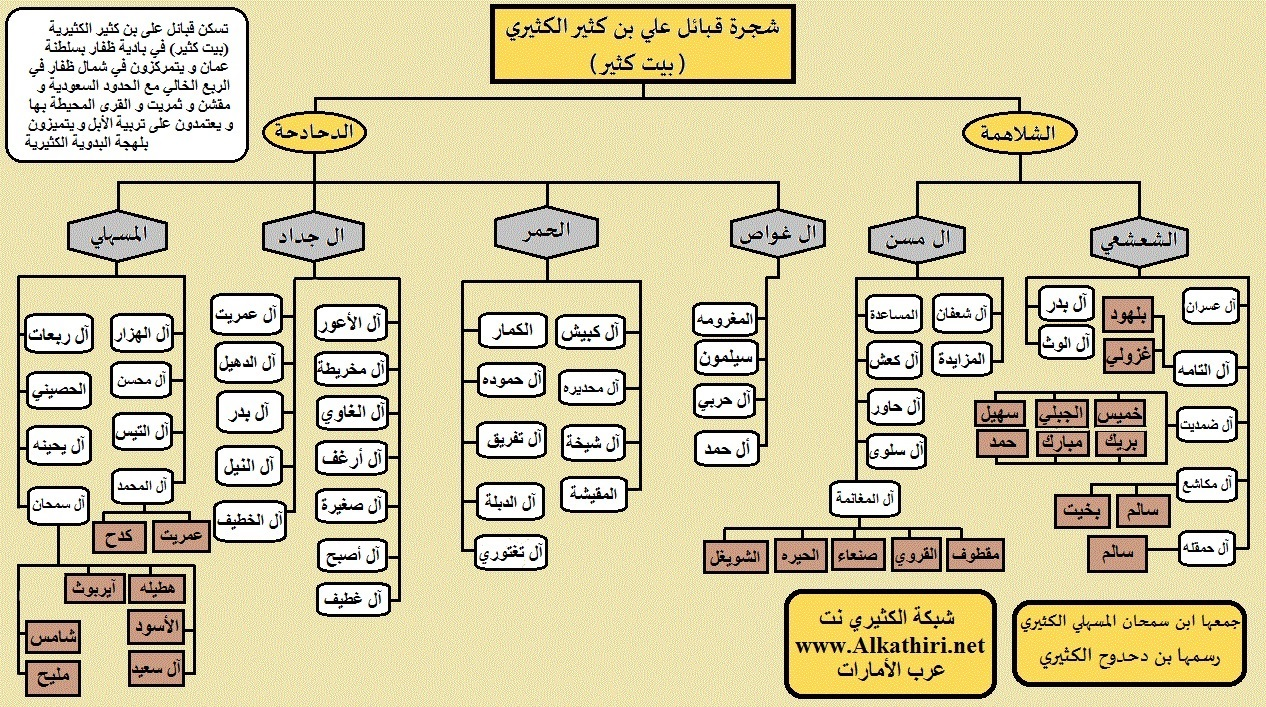
شجرة قبائل علي بن كثير الكثيرية بيت كثير.

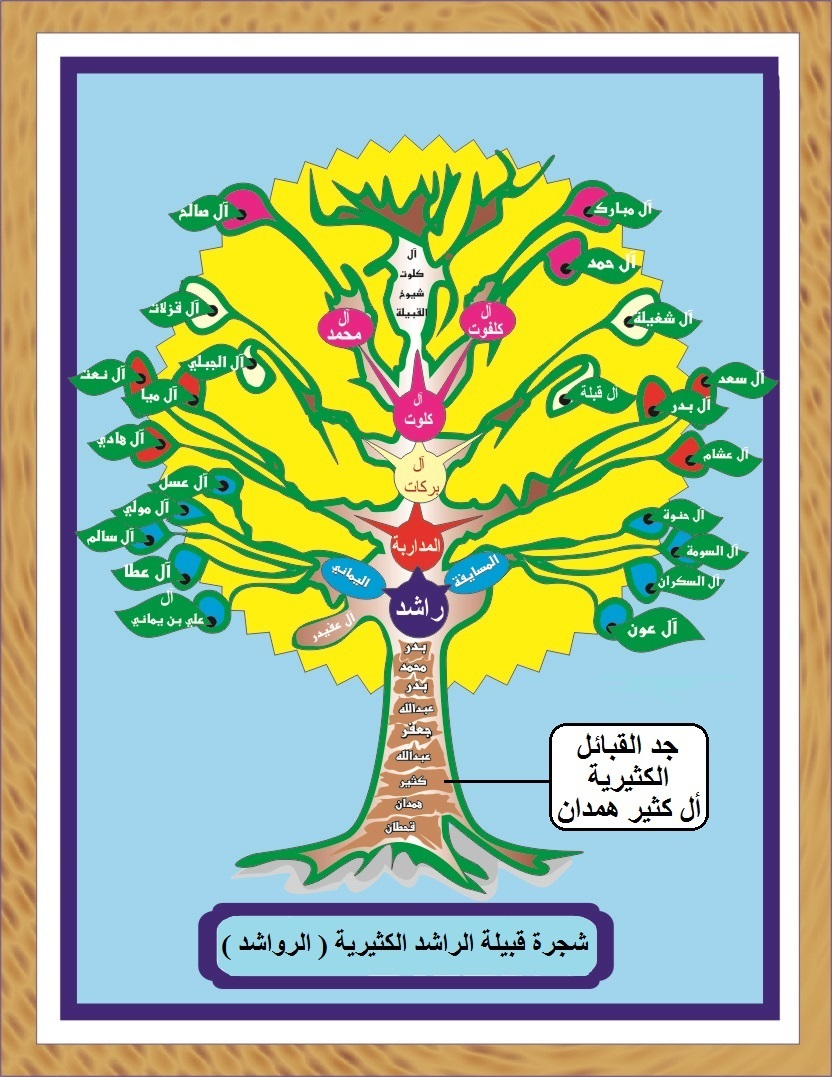
شجرة قبيلة الراشد الكثيرية (الرواشد)

أل عبدات وأل كده وأل دويس وأل عبد العزيز (الصقعان وأل سويد وأل عمر بن علي وال علي بن سعيد وال حويل) وأل محمد بن عمر.
- أل عمر:

أل طالب وأل يماني وأل الشين (الجنزي والسمطان والمكاسرة) وأل صميل وبلوعل وأل مهري والدشان وأل بدر بن عبد الله وأل فلهوم وآل الفاس وآل كحيل وآل برقي وآل العاس وآل الوعل وآل بلفحيثا وآل عسلة والمحاريس وأل شطيحا وأل قفيد.
- أل عبدالله الفخايذ:

أل عون (أل رواس وأل زيمه وأل الصقير والعويني وأل البرام والمنيباري وأل جعفر بن بدر وأل شملان) وأل باجري.
- أل سعيد:

أل جعفر بن سعيد (الدحادحه) وأل مرعي وأل عامر بن محمد وأل عيلي وأل هاجري وأل قحوم والشرعي وأل جعفر بن محمد.
- قبائل أل كثير في المهرة وظفار:

بن شريه وبن خوار وأل محرم وأل سيف بن شريه وأل كبكبي وأل الشريفي وأل باشيبه وأل بارشيد وأل سيف بيت الدولة وأل عبد الودود.
- قبائل البدو أل علي بن كثير ( بيت كثير ):

الشلاهمه (أل مسن والشعاشعه) والدحادحه (أل جداد والمسهلي وأل حمر وأل غواص).
- قبائل أل كثير في ظفار:

الشنافر وأل مرهون والمردوف والحضري والسلاطين ال عمر بن جعفر وقبائل محمد بن فاضل الكثيرية ومنها (قبيلة الرواس وقبيلة الراشد قبيلة الرواشد ومنها (المداربة والمسايفة وآل يماني وآل عفيدر) وقبيلة هبيس وبيت أحمد بن محمد ومنها (بيت ذي شليل وبيت رياس وبيت محمد بن احمد) وبيت فاضل وبيت عمر بن محمد (بيت دهدش) وبيت علي بن بدر ومنها (بيت الدعكري، بيت شكل، بيت عامر بن أحمد، بيت علش، بيت قضر) وبيت هاني وبيت يماني).

## شيوخ قبيلة أل كثير

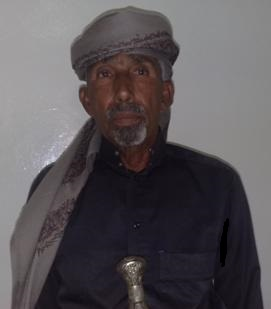
الشيخ فيصل بن غالب بن سيف الكثيري شيخ قبيلة ال سيف بيت الدولة.

- الشيخ حسين صالح فرج بلحمد الكثيري شيخ قبائل آل كثير في المملكة العربية سعودية.
- الشيخ عمر فرج بلحمد بن عبدات الكثيري شيخ مشايخ أل كثير بشرق اليمن حضر وبدو .
- المعرف علي بن محمد بن عايض بن طالب الكثيري(الملقّب بالجفيلة )معرف قبائل آل كثير (سابقا) في السعودية رحمة الله.
- الأستاذ السلطان عبدالله صالح ال عبدالله الكثيري شيخ ال عبدالله.
- الشيخ عمر بن سعيد بن عمر بن الصقير الكثيري (بن كندش) شيخ الفخايذ البادية.
- الشيخ محمد بن عمر بن الشين الكثيري (بن صالح بن محمد) شيخ أل عمر البادية.
- الشيخ مسلم بن نفل بن ربعات المسهلي الكثيري من شيوخ أل المسهلي.
- الشيخ سالم بن محسن بن النعمة غواص الكثيري من شيوخ آل غواص.
- الشيخ محمد بن صالح بن علي آل كلوت الراشدي الكثيري وهو شيخ المداربه فقط وأمير منطقة زعبلوتن في المملكة العربية السعودية.
- الشيخ سالم بن أحمد بن بخيت الشنفري الكثيري شيخ بيت مبارك. ظفار الشنافر.
- الشيخ سالم بن كبينة الراشدي الكثيري وهو شيخ قبيلة الرواشد الكثيرية في الأمارات.
- الشيخ المعرف سعيد بن بخيت بن سالم بن غواص الكثيري معرف آل كثير في الإمارات العربية المتحدة.
- الشيخ سالم بن غبيشه الراشدي الكثيري رحمة الله.
- الشيخ المستشار بخيت بن حم بن سالم مسن الكثيري مستشار محافظ ظفار سلطنة عمان.
- الشيخ أحمد بن حم بن سالم مسن الكثيري من شيوخ بيت مسن الكرام.
- الشيخ فريح بن بخيت بن مسلم مسن الكثيري ((بن شويغل))المعرف بالشجاعة والكرم والحنكة القبلية.
- الشيخ صالح بن سعيد بن محمد.. بن عمر بن جعفر الكثيري شيخ ال عمر بن جعفر / وادي عمد - جاحز
- الشيخ علي بن سالمين بن علي بن محمد بن عوض الرواس الكثيري ظفار.
- الشيخ حفيظ بن عبد الله بن سالمين بن محمد بن عوض الرواس الكثيري ظفار.
- الشيخ عبد الخالق بن منصور الرواس الكثيري مستشار في مكتب وزير الدولة ومحافظ ظفار بسلطنة عمان.
- الشيخ بدر بن عوض بن عزان ال مرعي بن سعيد شيخ كثيري في ظفار.
- الشيخ سهيل بن سالم (بن لحيجه) الخطيف جداد الكثيري (ظفار).
- الشيخ المقدم عبد القوي بن بشر بلصقع بن عبد العزيز الكثيري تميمة وشيخ آل عبد العزيز.
- الشيخ سالم بن سعيد بن سالم بن احمد المرهون الكثيري الملقب ب بوشناجل عرف بالكرم والنخوة مم جعله محبوبا بين الناس.
- الشيخ سعيد بن محمد مهية مسن الكثيري واخية الشيخ مسلم بن محمد مهية مسن الكثيري عضو مجلس الدولة العماني.
- الشيخ سلامه بن عايض بن الصقير الكثيري من أغنياء أل كثير.
- الشيخ طارق بن عبد الخالق بن عامر محمد بن سعيد الكثيري تميمة وشيخ آل سعيد كانت له شعبيه كبيره.
- الشيخ سالمين بن عبد الله بن سعيد بن طالب الكثيري شيخ قبيلة ال طالب.
- الشيخ عبد الله بن عيلي بن سعيد الكثيري شيخ شمل قبيلة ال سعيد.
- الشيخ صالح بن سالم بن عامر بن الدشه الكثيري شيخ الدشان.
- الشيخ المقدم بشر بن علي بن لحمان بلصقع بن عبد العزيز الكثيري تميمة وشيخ أل عبد العزيز.
- الشيخ بخيت بن سعيد بن محمد مهيه مسن الكثيري والي ولاية طاقة بسلطنة عمان.
- الشيخ مبخوت بن سالم بن خويتم مسن الكثيري عضو المجلس البلدي بسلطنة عُمان ممثل ولاية مقشن.
- الشيخ سهيل بن سعيد احينه المسهلي الكثيري عضو المجلس البلدي بسلطنة عُمان ممثل ولاية مقشن.
- الشيخ بخيت بن أحمد الحمر الكثيري عضو المجلس البلدي بسلطنة عُمان ممثل ولاية ثمريت.
- الشيخ لحمان بن بشر بلصقع بن عبد العزيز الكثيري.
- الشيخ سعيد بن عمر بلحمد بن عبدات الكثيري.
- الشيخ يسلم بن كرامه بن شطيحاء بن بدر بن عبد الله الكثيري ((شيخ ال بدر بن عبد الله)).
- الشيخ عامر بن سعيد بن الشين الكثيري والشيخ سالمين بن سعيد بن الشين الكثيري.
- الشيخ المقدم لحمان بن علي بن سعيد بن حمود بالصقع بن عبد العزيز الكثيري تميمة وشيخ آل عامر آل كثير.
- الشيخ فيصل ابن السلطان حسين بن علي الكثيري (مقيم بالرياض).
- الشيخ فاروق بن علي الكثيري - ولي عهد السلطان حسين (مقيم بالدمام).
- الشيخ أحمد بن محمد الكثيري - ممثل آل عبد الله بن بدر (القوز -وادي سر).
- الشيخ عمر عوض كعتوه بن عبدات الكثيري.
- الشيخ سالمين بن عبد الله بن جعفر بن طالب الكثيري.
- الشيخ عائض بن سالمين بن عبد الله بن جعفر بن طالب الكثيري شيخ آل عمر آل كثير.
- الشيخ يسلم بن مبارك بن زيمه العويني الكثيري شيخ آل جعفر بن بدر (العويني).
- الشيخ فيصل بن غالب بن سيف الكثيري شيخ قبيلة ال سيف بيت الدولة.
- الشيخ عبيد بن عمر بن محمد بن سند الكثيري ()
- الشيخ صالح بن عيضه بالجنزي بن الشين الكثيري.
- الشيخ عوض بن سعيد الرعود فاضل الكثيري (الله يرحمة) شيخ عام قبيلة بيت فاضل الكثيري.
- الشيخ سالم عامر حسن جيدال فاضل الكثيري (الله يرحمة) المعروف ب قشفور.
- الشيخ سعيد بن عوض الرعود فاضل الكثيري تميمة وشيخ عام قبيلة بيت فاضل.
- الشيخ طالب بن مرعي بن طالب الكثيري.
- الشيخ عامر بن صميل الكثيري شيخ قبيلة ال صميل.
- الشيخ يحيى بالرواس الكثيري شيخ قبيلة ال رواس.
- الشيخ برك بن عمر بن كده الكثيري شيخ قبيلة آل كده.
- الشيخ سالم بن صالح بالصقع بن عبد العزيز الكثيري معرف قبيلة آل عبد العزيز.
- الشيخ محمد بن عامر بن سند الكثيري.
- الشيخ سليم بن طمطيم غواص الكثيري.
- الشيخ سعيد بن سليم طمطيم غواص الكثيري.
- الشيخ علي بن كلفوت بن خوار الكثيري.
- الشيخ محمد الكمار الحمر الكثيري.
- الشيخ ناصر بن كبيش الحمرالكثيري.
- الشيخ عبد الله بن ناصر الحمر الكثيري.
- الشيخ عامر بن الكمار الحمر الك
- الشيخ مسلم بن سهيل جروه جدادالكثيري.
- الشيخ سالم بن غانم سمحان المسهلي الكثيري.
- الشيخ غالي بن أحمد المسهلي الكثيري.
- الشيخ سالم طمطيم غواص الكثيري.
- الشيخ مبارك بن كلفوت بن صالح ال كلوت الراشدي الكثيري شيخ قبيلة الرواشد في دولة الإمارات.
- الشيخ مسلم بن طفل بن محيسون المسهلي الكثيري.
- الشيخ عبد العزيز بن محمد الرواس الكثيري.
- الشيخ سعيد بن محمد مسن الكثيري.
- الشيخ محمد بن صالح بن علي بن عوض مسن الكثيري (الله يرحمة).
- الشيخ نشران بن سلطان الشعشعي الكثيري.
- الشيخ مسلم بن أسلم بن محمد الشنفري الكثيري.
- الشيخ سالم عمر عبد الله علي المرهون الكثيري.
- الشيخ أحمد بن بخيت بن عمر بن عبد الله الشنفري الكثيري.
- الشيخ سعيد بن أحمد قطميم المرهون الكثيري.

## مشاهير قبيلة أل كثير
- الشيخ المكرم سعادة السفير عوض بن بدر بن عوض بن عزان مرعي الشنفري. أول خريج جامعي من ظفار سنة 1970 جامعة بغداد. له نشاط وطني وقومي منذ الدراسة. عين سفير في باكستان الصين والولايات المتحدة. يعد من المثقفين وأهل الرأي في عمان.
- الشيخ المكرم العميد ركن محمد بن سالم النعمة غواص الكثيري خريج كليه سانترهرس الملكية العسكريه ولديه مجستير في العلوم العسكريه من كامبرج بريطانيا هو أول قائد للقوه الخاص العمانيه وعضو مجلس الأمن وسلامه وعضو مجلس الدولة العماني
- الشيخ المعرف سعيد بن بخيت بن سالم بن غواص الكثيري معرف وشيخ أل كثير في الإمارات العربية المتحدة.
- الشيخ خالد بن أحمد بن سعيد بن سالم بن عبد الكريم الشنفري الكثيري،
- الشيخ عبد الله بلحمد بن عبدات ال عامر الكثيري شيخ شمل ال كثير بدو وحضر الذي غزاء ال صاعر في ديارهم وقال الشاعر صيعري عبد اللهً بلحمد لي قفر سيول الربيع قفرش ياعيوه من الشوه وكماً قطيع
- الشيخ سيف بن حفيظ بن سالمين بن محمد بن عوض الرواس الكثيري.
- الشيخ الشاعر مسلم بن سالم بن احمد (بن علي بن عامر) المرهون الكثيري الملقب بالطموخ شاعر المراهين وصلالة الغربية في محافظة ظفار بسلطنة عمان.
- العميد الركن طيار عمر بن سالم بن أحمد (بن علي بن عامر) المرهون الكثيري قائد قاعدة السيب الجوية بسلطنة عمان ().
- الشيخ مسلم بن محمد مهيه مسن الكثيري عضو مجلس الدولة في سلطنة عمان.
- الشيخ طارق بن عبد الخالق بن عامر محمد بن سعيد الكثيري تميمة وشيخ آل سعيد وأيضا كان طبيبا شعبيا بدون مقابل غفر الله له
- الشيخ مبخوت بن سالم بن خويتم مسن بيت كثير - عضو المجلس البلدي عن ولاية مقشن.
- السلطان فيصل ابن السلطان حسين بن علي الكثيري (مقيم بالرياض).
- السلطان فاروق بن علي الكثيري - ولي عهد السلطان حسين (مقيم بالدمام).
- السلطان عبد الله بن محسن الكثيري - شيخ آل عبد الله (مقيم في الرياض).
- الشيخ أحمد بن محمد الكثيري - ممثل آل عبد الله بن بدر (القوز -وادي سر).

- الشيخ سالم طمطيم غواص الكثيري.

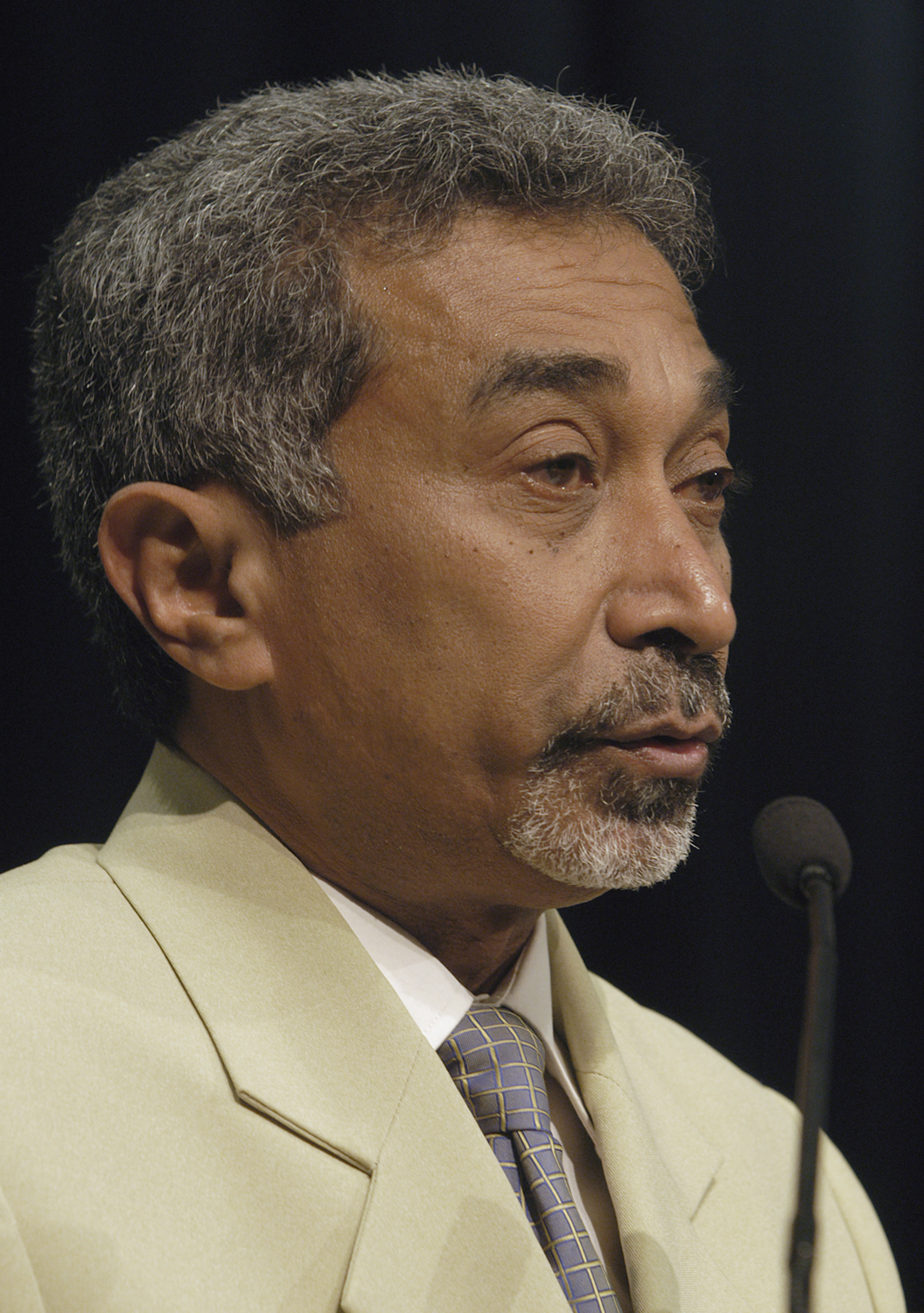
مرعي بن عمودة الكثيري رئيس وزراة سابق

- معرف علي بن محمد الكثيري الملقب (الجفيلة) - معرف ال كثير بالسعودية.
- الشيخ سهيل بن سالم (بن لحيجه) الخطيف جداد الكثيري.
- الشيخ مسلم بن طفل المسهلي الكثيري.
- الشيخ عبد الله بن سهيل أحمد قطميم المرهون الكثيري من كبار رجال الأعمال اشتهر بالكرم وحب الناس ().
- عبد العزيز بن محمد الرواس الكثيري وزير الاعلام السابق ومستشار جلالة السلطان لشئون الثقافية.
- سالم بن مبارك العربان الشنفري الكثيري مستشار وزير الدولة وظفار[ ؟ ].
- بخيت بن سعيد الشنفري الكثيري وكيل وزاة البيئة سابقا ولواء في الشرطة.
- سعادة الشيخ أحمد بن سالم بن سعيد بن سالم المرهون الكثيري كان وكيلاً لوزارة البلديات الإقليمية والبيئة
- العميد الركن طيار احمد بن محمد بن عبدالعزيز الرواس الكثيري مدير العمليات بسلاح الجو السلطاني العماني قائد قاعدة ثمريت.
- الشيخ سالم بن عوفيت الشنفري الكثيري رئيس بلدية ظفار[ ؟ ].
- الشيخ محمد بن عوفيت الشنفري الكثيري نائب محافظ ظفار[ ؟ ] للشؤون الادارية والمالية سابقا.
- الشيخ سالم بن سعيد بن سالم بن أحمد المرهون الكثيري الملقب ب بوشناجل عرف بالكرم والنخوة مم جعله محبوبا بين الناس.
- الشيخ عبد الله بن سعيد بن بدر رهيط الرواس الكثيري اشتهر بكرمه وكان تاجرا.
- الشيخ نصيب بن علي الجابري الشنفري الكثيري كان تاجر في بحر الحافة يسمى سابقا بحر حافة الشنافر.
- سعادة السفير الشيخ محمد بن سعيد بن سالم بن أحمد المرهون الكثيري كان سفيراً للسلطان قابوس في كل من العراق، والتونس، واليمن، وكان المندوب الدائم لسلطنة عمان بجامعة الدول العربية بتونس.

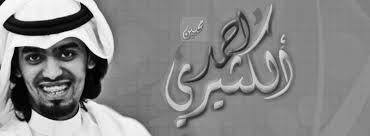
صورة المنشد السعودي أحمد الكثيري.

- الشيخ فرج بن سعيد بن أحمد الكتيني الرواس الكثيري تميمة وشيخ آل كثير وأيضا كان طبيبا شعبيا بدون مقابل.
- الشيخ سالم بن أحمد بن بخيت الشنفري الكثيري شيخ عام الشنافر.
- الشيخ سعيد بن أحمد الشنفري الكثيري وزير النفط والمعادن السابق.
- الشيخ خالد بن عمر بن سعيد المرهون الكثيري وزير الخدمة المدنية بسلطنة عُمان.
- الدكتور راشد بن حمد بن راشد الكثيري عضو في مجلس الشورى السعودي.
- سعد بن عبد العزيز بن أحمد الكتيني الرواس الكثيري.
- عبد العزيز بن عبد الله بن آسلم الشنفري الكثيري.
- عبد العزيز بن علي عبد الكريم الشنفري الكثيري.
- سعادة السفير الشيخ عبدالله بن أحمد بن سالم بن أحمد المرهون الكثيري كان سفيراً لحضرة السلطان قابوس في كل من جمهورية النمسا والمملكة العربية السعودية
- عبد الله بن محمد بن عبد الله البحر الرواس الكثيري.
- سعيد بن عبد الله الشنفري الكثيري.
- مرعي بن عمودة الكثيري رئيس وزراة سابق.
- الفنان سالم بن علي بن سعيد الكثيري.
- الفنان صالح عوض بن صميل الكثيري (راعي دان وشله وزوامل).
- الفنان الشاعر محمد بدر الدالي بن عبدات الكثيري (راعي زام وشله وزوامل)
- منير سعيد طالب الكثيري.
- الكاتب فيصل بن حفيظ الشنفري الكثيري.
- اللاعب الأماراتي سعيد سالم بن طالب الكثيري.
- اللاعب الدولي العماني حسين الحضري الكثيري.
- اللاعب الدولي العماني السابق محمد عمور الكثيري.
- الفنان الأمارتي نهيان الكثيري.
- محمد بن سعد بن جمعان هبيس الكثيري.
- المحلل الرياضي العماني أحمد الرواس الكثيري.
- المنشد أحمد الكثيري.
- المنشد العماني احمد الشنفري الكثيري.
- الحكم سعد الكثيري.
- سالم بن كبينة الراشدي الكثيري رحمه الله.
- سالم بن غبيشة الراشدي الكثيري رحمه الله.
- الشاعر عائض بلوعل الكثيري وزير الدولة الكثيرية.
- الشاعر سليمان بن عون الكثيري شاعر الحب والسياسة.
- الباحث في التاريخ والأنساب محمد عبود الوعل الكثيري.
- الكاتب الإعلامي والشاعر خالد بن يوسف الكثيري.
- الشاعر مصلح فرج الوعل الكثيري.
- الشاعر حبيب كرامه بن سعيد الكثيري.
- الشاعر عامر محمد بن زيمة الكثيري.
- الشاعر والأديب خالد علي الكثيري.
- الشاعر عبد الإله بن سعيد الكثيري.
- الشاعر سعيد الرواس الكثيري.[1]

## الموقع الإلكتروني لقبيلة آل كثير الهمدانية
- الموقع الرسمي لقبيلة آل كثير http://www.alkethiri.com/